# 横浜高速鉄道みなとみらい線

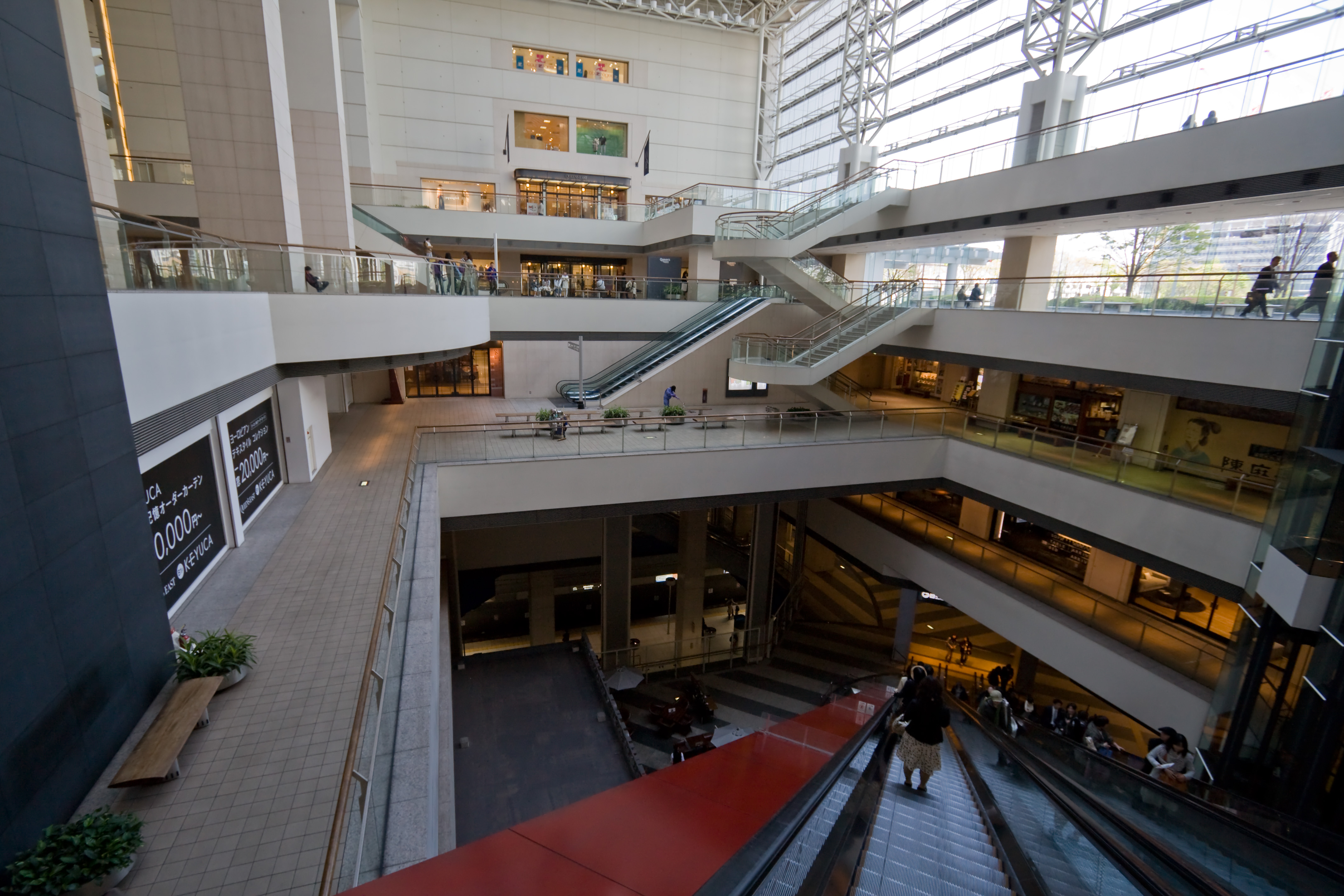
みなとみらい駅に向かう吹き抜け空間

みなとみらい線（みなとみらいせん）は、神奈川県横浜市西区の横浜駅から同市中区の元町・中華街駅までを結ぶ横浜高速鉄道の鉄道路線である。都市計画法に基づく都市高速鉄道としての名称は「横浜国際港都建設計画都市高速鉄道第4号みなとみらい21線」。『鉄道要覧』記載の正式路線名はみなとみらい21線となっているが、旅客案内上は使用されていない。
路線図や駅ナンバリングで使用される路線カラーは紺色、路線記号はMM。

## 概要
2004年2月1日に開業した。全線が地下区間で、ターミナル駅の横浜駅から横浜新都心の「横浜みなとみらい21」地区や関内地区、観光地の横浜中華街など横浜市の中心部を通る。馬車道駅 - 元町・中華街駅間では本町通りの直下を走っている。最大で約800メートルほど離れているものの全線にわたって東日本旅客鉄道（JR東日本）の根岸線や横浜市営地下鉄ブルーラインと並走している。通過する地域は地盤が非常に軟弱な埋立地（太田屋新田・横浜新田）であり、各駅とも地下4階 - 地下5階と深いところを走行する。なお、全線が地下区間の路線であり、横浜高速鉄道は日本地下鉄協会に加盟しているが、国土交通省によれば当路線は「地下鉄」には含まれない。
当路線の開業に際して、東急東横線の横浜駅 - 桜木町駅間が廃止され、東急東横線と当路線の相互直通運転が開始された。東急東横線の渋谷駅から先は東京メトロ副都心線に直通運転を行い、東京メトロ副都心線を経由して東武東上線小川町駅及び西武池袋線飯能駅まで直通している。東武東上線系統の小川町駅 - 元町・中華街駅間及び西武池袋線系統の飯能駅 - 元町・中華街駅間において、日中の時間帯に特別料金不要で各線内を最速で結ぶ列車には「Fライナー」という愛称が付与される（みなとみらい線内は特急運転）。
平日の夕・夜間の時間帯に急行列車の一部で座席指定席列車「Qシート」のサービスが行われているが、当路線はフリー乗降区間として指定券不要で乗降できる。
土曜・休日には観光輸送に特化して有料座席指定列車の「S-TRAIN」が当路線を経由して西武秩父線西武秩父駅 - 元町・中華街駅間で運行される。

### 路線データ
- 管轄：横浜高速鉄道（第一種鉄道事業者）
- 路線名：みなとみらい21線（通称：みなとみらい線[10]）
- 路線距離（営業キロ）：4.1 km
- 駅数：6駅（起終点駅含む）
- 軌間：1067 mm
- 複線区間：全線
- 電化区間：全線（直流1500 V・架空電車線方式）
- 閉塞方式：車内信号閉塞式（ATC-P）
- 最高速度：70 km/h[2]
- 建設主体：独立行政法人 鉄道建設・運輸施設整備支援機構
  - 2003年（平成15年）10月1日に日本鉄道建設公団より事業承継

## 運行形態
すべての列車が横浜駅 - 元町・中華街駅間の全線通しで運転し、途中駅での折り返しはない。

### 乗務員・運行管理
運転業務は東急電鉄に委託しており、横浜駅で乗務員交代は行わず、東急電鉄の運転士が本路線内も引き続き乗務する。
駅業務は、東急電鉄が管轄している横浜駅を除き自社社員が行うが、自社社員の大半が東急電鉄からの出向者である。
列車の運行管理は横浜高速鉄道の運転指令所で制御している。鉄道設備の維持管理などについても横浜高速鉄道が対応するが、実際の作業は東急電鉄等に委託している。
横浜高速鉄道は自社の車両基地を保有しないため、夜間の車両留置は東急電鉄元住吉検車区（5編成）と元町・中華街駅（1編成）で行われる。なお、元町・中華街駅の先の港の見える丘公園の地下に、二連トンネル構造の車両留置線（4編成分）を建設する計画があり、2022年に着工、2030年度内の供用開始を予定している（後述）。

### 東急東横線との直通運転
元町・中華街行きの始発列車が横浜発である以外は、全列車が東急東横線と相互直通運転を実施しており、本路線と東急東横線は列車運行面では、事実上一つの路線として運行されている。

### 東京メトロ副都心線との直通運転
2013年3月16日に乗り入れ先である東急東横線が東京メトロ副都心線との相互直通運転を開始し、本路線も東急東横線を経由して東京メトロ副都心線と相互直通運転を実施している。東京メトロ副都心線は2008年6月14日開業時から東武東上線、西武有楽町線・西武池袋線・西武狭山線（臨時列車のみ）と相互直通運転を行っており、2017年3月25日からは西武秩父線との直通運転も開始された。これにより、東京メトロ副都心線・東急東横線を介して本路線までが一本で結ばれ、本路線を含めた鉄道5事業者（横浜高速・東急・東京メトロ・東武・西武）による相互直通運転が行われるようになった。
これに合わせ、東急東横線および本路線の速達列車（特急・通勤特急・急行）は急行の一部列車をのぞいて8両編成から10両編成に増強し、本路線の速達列車停車駅でも東急東横線と同様に10両編成の列車が停車できるようにホーム延長工事が実施された（速達列車が停車しない新高島駅も非常時に備えて延伸工事を施工しているが、通常時は柵で封鎖される）。なお、このホーム延伸を考慮した形でトンネルは建設されている。一方、各駅停車は東京メトロ副都心線直通運転開始後も全列車が8両編成での運転となる。

### 列車種別
定期列車については横浜駅で列車種別変更を行わずに、全列車が東急東横線の列車種別を引き継いで運行される。また、東急東横線菊名駅 - みなとみらい線元町・中華街駅間は待避設備がないため、この区間については平行ダイヤとなっており、先行する列車が元町・中華街駅または菊名駅まで先着する。西武線内ではS-TRAIN・快速急行（各停除く）・快速・準急・各停で、東武東上線内は快速急行（特急のみ）・急行（各停除く）・普通で、東京メトロ副都心線内は急行（各停除く）・通勤急行（各停除く）・各停で運転されている（Fライナーも参照）。
| 路線名             | 運行本数 | 東武東上線 西武線 方面 | 東武東上線 西武線 方面 | 東京メトロ 副都心線 | 東京メトロ 副都心線 | 東京メトロ 副都心線 | 東京メトロ 副都心線 | 東京メトロ 副都心線 | 東京メトロ 副都心線 | 東京メトロ 副都心線 | 東京メトロ 副都心線 | 東急東横線 | 東急東横線 | 東急東横線 | 東急東横線 | 東急東横線 | みなと みらい線 | みなと みらい線 | みなと みらい線 | 備考                                                              |
| 駅名 ＼ 種別       | 運行本数 | 東武東上線 西武線 方面 | 東武東上線 西武線 方面 | 和光市              | …                   | 小竹向原            | 小竹向原            | …                   | 池袋                | …                   | 渋谷                | 渋谷       | …          | 日吉       | …          | 横浜       | 横浜            | …               | 元町 ・ 中華街  | 備考                                                              |
| ------------------ | -------- | ---------------------- | ---------------------- | ------------------- | ------------------- | ------------------- | ------------------- | ------------------- | ------------------- | ------------------- | ------------------- | ---------- | ---------- | ---------- | ---------- | ---------- | --------------- | --------------- | --------------- | ----------------------------------------------------------------- |
| 特急 （Fライナー） | 2本      | ←森林公園              | ←森林公園              |                     |                     |                     |                     |                     |                     |                     |                     |            |            |            |            |            |                 |                 |                 | 副都心線内（Fライナー）急行 西武線・東武線内（Fライナー）快速急行 |
| 特急 （Fライナー） | 2本      | ←小手指                | ←小手指                | ←小手指             | ←小手指             |                     |                     |                     |                     |                     |                     |            |            |            |            |            |                 |                 |                 | 副都心線内（Fライナー）急行 西武線・東武線内（Fライナー）快速急行 |
| 急行               | 2本      |                        |                        |                     |                     |                     |                     |                     |                     |                     |                     |            |            |            |            |            |                 |                 |                 | 副都心線内各駅停車                                                |
| 急行               | 2本      |                        |                        |                     |                     |                     |                     |                     |                     |                     |                     |            |            |            |            |            |                 |                 |                 |                                                                   |
| 各停               | 2本      |                        |                        |                     |                     |                     |                     |                     |                     |                     |                     |            |            |            |            |            |                 |                 |                 |                                                                   |
| 各停               | 2本      | ←石神井公園            | ←石神井公園            | ←石神井公園         | ←石神井公園         |                     |                     |                     |                     |                     |                     |            |            |            |            |            |                 |                 |                 |                                                                   |
| 各停               | 2本      |                        |                        |                     |                     |                     |                     |                     |                     |                     |                     |            |            |            |            |            |                 |                 |                 |                                                                   |
| 各停               | 2本      |                        |                        |                     |                     |                     |                     |                     |                     |                     |                     |            |            |            |            |            |                 |                 |                 |                                                                   |

#### S-TRAIN
2017年3月25日のダイヤ改正より運転を開始した。みなとみらい線初の座席指定列車。土曜・休日に2.5往復（元町・中華街行き2本、元町・中華街発3本）が運行されている。全列車が西武池袋線まで乗り入れ、うち1往復は西武秩父線西武秩父駅発着となる。みなとみらい線内は横浜駅・みなとみらい駅・元町・中華街駅に停車するが、みなとみらい線内のみの座席指定券は発行されない。
10両固定編成の西武40000系が専用で使用される。

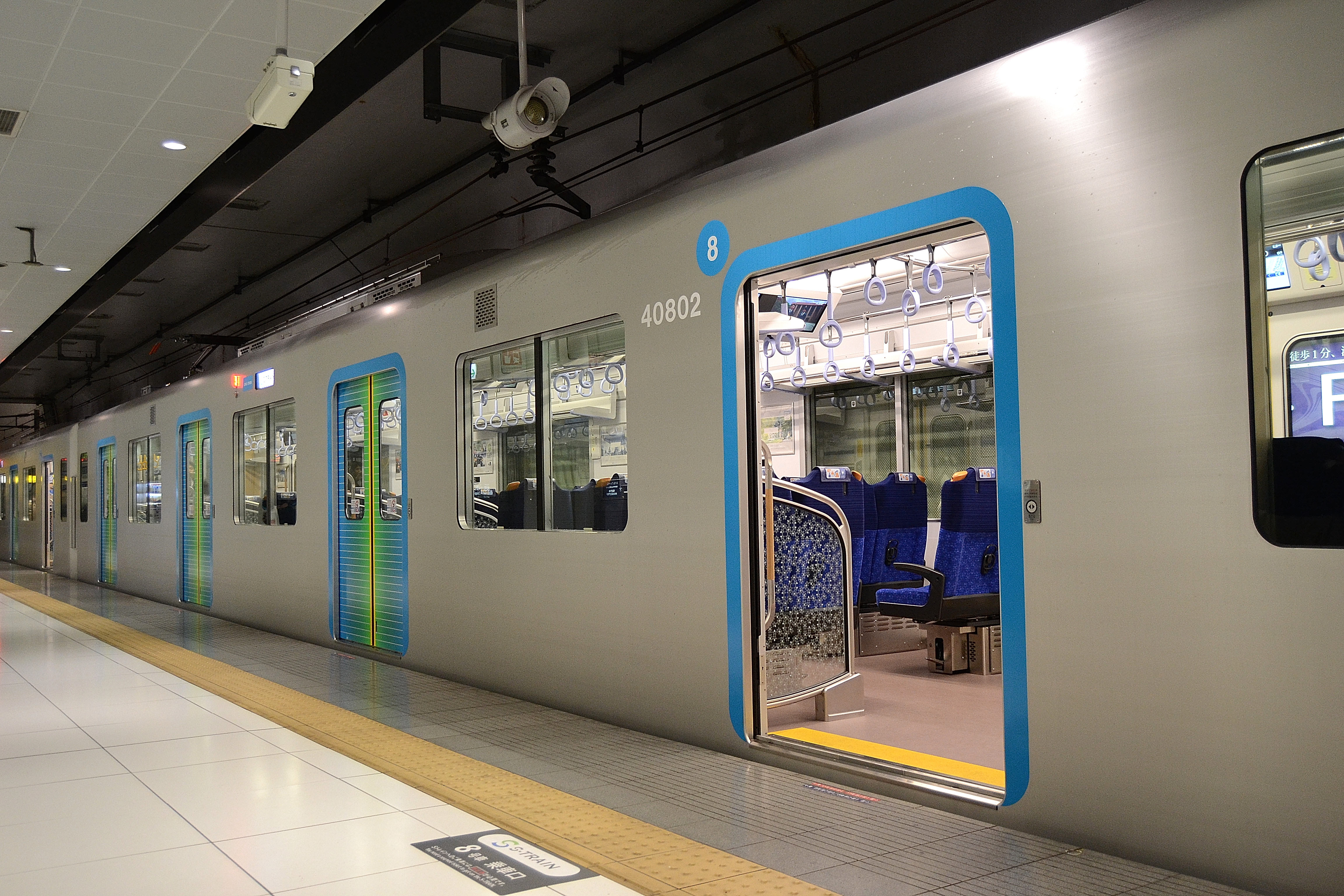
停車中の西武40000系S-TRAIN（元町・中華街駅）

#### 特急
平日は昼間のみ、土曜・休日は早朝・深夜以外の時間帯に運転。全列車が10両編成で運転される。みなとみらい線内の停車駅は横浜駅・みなとみらい駅・元町・中華街駅。西武池袋線方面は保谷駅・清瀬駅（発のみ）・小手指駅・飯能駅発着が設定されている。また西武ドームでの埼玉西武ライオンズ主催試合開催日では西武球場前駅着が設定される。東武東上線方面は川越市駅・森林公園駅・小川町駅発着が設定されている。東京メトロ副都心線内発着として和光市駅発着が設定されている。東急東横線内発着として渋谷駅発着が設定されている。
ほとんどの列車が東京メトロ副都心線に直通し（原則として東京メトロ副都心線内急行で運転）、基本的には西武池袋線直通小手指駅発着と東武東上線直通森林公園駅発着が1時間あたり各2本運転される（西武池袋線及び東武東上線内快速急行、朝晩を中心に途中駅発着列車あり）。2019年3月ダイヤ改正以降は、下り3本、上り1本が小川町駅発着となる。
2016年3月26日以降、東京メトロ副都心線内急行、そして西武線及び東武東上線内快速急行で運行される列車には「Fライナー」の愛称が付く。

#### 通勤特急
平日の朝夕ラッシュ時間帯と夜間に運転。全列車が10両編成で運転される。原則として副都心線内は通勤急行または急行で運転される。みなとみらい線内は新高島駅のみ通過。
西武池袋線方面は清瀬駅（着のみ）・小手指駅・飯能駅発着が設定されている。東武東上線方面は志木駅（発のみ）・川越市駅・森林公園駅発着が設定されている。副都心線内発着として和光市駅・池袋駅（着のみ）・新宿三丁目駅発着が設定されている。東急東横線内発着として渋谷駅着が設定されている。

#### 急行
終日にわたって運転。みなとみらい線内は新高島駅のみ通過。8両編成と10両編成の両方が使用される。
日中は原則として渋谷駅発着と和光市駅発着が毎時2本ずつ運転され、西武池袋線・東武東上線には日中時以外に乗り入れる。直通先では菊名駅、自由が丘駅のうち1、2駅で各駅停車に連絡する列車があり、副都心線直通列車は東新宿駅で後続のFライナー（副都心線内急行）に抜かれる。朝ラッシュ時を除いて副都心線内は各駅停車。
西武池袋線方面は石神井公園駅・保谷駅・清瀬駅・所沢駅・小手指駅・飯能駅発着が設定されている。東武東上線方面は志木駅・川越市駅・森林公園駅発着が設定されている。東京メトロ副都心線内発着として和光市駅・池袋駅（着のみ）・新宿三丁目駅発着が設定されている。東急東横線内発着として渋谷駅・武蔵小杉駅・日吉駅（発のみ）着が設定されている。
2023年8月10日より、平日の夕・夜ラッシュ時に下り7本の列車で5号車（4号車はラッピング一般車両に変更）に連結された指定席車Qシートのサービスが行われているが、みなとみらい線内はフリー乗降区間として指定券不要で乗降できる。
2025年7月22日より、平日の夕・夜ラッシュ時に上り6本の列車で5号車に連結された指定席車Qシートのサービスが行われているが、上りのみなとみらい線内は横浜駅含め乗車専用区間となり指定券が必要となる。

#### 各駅停車
すべての列車が東急・横浜高速・東京メトロの車両による8両編成で運転されている。
主に渋谷駅発着が毎時2本、東京メトロ副都心線直通池袋駅発着と和光市駅発着が毎時2本ずつ、西武池袋線直通石神井公園駅発着が毎時2本運転されている。東上線発着には志木駅発着が一部設定されているのみである。
西武池袋線方面は石神井公園駅・保谷駅・清瀬駅・所沢駅・小手指駅・飯能駅発着が設定されている。また西武ドームでの試合日では西武球場前駅発が設定される。東武東上線方面は志木駅発着が設定されている。東京メトロ副都心線内発着として和光市駅・小竹向原駅（発のみ）・千川駅（発のみ）・池袋駅（着のみ）・新宿三丁目駅発着が設定されている。東急東横線内発着として渋谷駅・自由が丘駅（着のみ）・武蔵小杉駅・元住吉駅・日吉駅・菊名駅（着のみ）発着が設定されている。また線内運転として横浜発が設定されている。

### 臨時列車
本路線沿線で花火大会などのイベント開催により一時的な多客時輸送を行う場合、混雑のピークが予想される時間帯に限り、みなとみらい線内では全列車各駅停車とする臨時ダイヤを組む。その場合は事前に駅構内ポスターや電光掲示板、東急およびみなとみらいの公式ウェブサイト上で告知されるほか、臨時列車も運転されることもある。

#### みなとみらい号
クリスマスやゴールデンウィークなどにおいて、臨時列車として埼玉高速鉄道線浦和美園駅（東京メトロ南北線経由）・都営三田線高島平駅・東京メトロ日比谷線北千住駅から東急東横線を経由して元町・中華街駅まで「みなとみらい号」が運行されていた。みなとみらい線内では運転開始当初は急行として運転していたが、2007年（平成19年）4月運転分より各駅に停車するようになった。
2004年（平成16年）の設定当初は「横浜みらい号」の名称で、東急1000系を使用し、北千住駅 - 元町・中華街駅間を1往復運転した。この際、東京メトロ日比谷線内は急行運転・東急東横線内は通勤特急と同じ停車駅で運転した。2回目以降の運転時から現在の名称である「みなとみらい号」に変更し、全区間急行として運転された。その後、2004年（平成16年）の年末からは埼玉高速鉄道線（東京メトロ南北線経由）および都営三田線から東急目黒線・東急東横線を経由したみなとみらい号も運行されるようになった。2006年（平成18年）秋から東急目黒線内でも急行が設定されたため、同線内も急行運転を行うようになった。

#### 西武ドームへの観客輸送
小手指行きのFライナー（みなとみらい線・東横線内特急、副都心線内急行、西武線内快速急行）を西武線内快速に変更の上で西武球場前行きとして運行する。西武線内代替として、ひばりヶ丘発の小手指行き快速急行（Fライナーとは名乗らない）が運行される。

#### 女性専用車
乗り入れ先である東急東横線・東京メトロ副都心線・西武池袋線・東武東上線と合わせ、平日始発から9時30分まで上下線とも全列車の1号車（池袋方先頭車）が女性専用車となる。午前9時30分になった時点で、女性専用車の運用を一斉に終了する。小学6年生までの児童、障害者およびその介助者は、男女問わず女性専用車への乗車が認められている。人身事故などの輸送障害発生によりダイヤが大幅に乱れた際は、女性専用車の運用を中止する。
みなとみらい線の女性専用車は、2005年（平成17年）7月25日に東急東横線と同時に初めて導入された。対象列車は平日の特急・通勤特急・急行であり、首都圏では初となる終日運用であった。この当時は、現在とは反対側の元町・中華街方先頭車である8号車に導入されたが、元町・中華街駅の元町口の最寄り車両が8号車であり、さらに東急東横線菊名駅では元町・中華街寄りの一箇所しか階段がなく、ここに最も近い8号車が女性専用となったことで危険な駆け込み乗車や乗り遅れなどの問題が多発。列車遅延の原因にもなった上、男性客から東急に対する抗議が殺到した（いわゆる菊名問題）。
これを受け、翌2006年（平成18年）7月18日からは横浜方から数えて5両目である5号車に変更したほか、昼間や夕方以降の渋谷方面行は女性専用車の利用率が低いとして終日設定を取り止め、平日の特急・通勤特急・急行のうち、始発から10時までの上下線と17時以降に東急東横線渋谷駅を発車する元町・中華街方面行のみの実施となった。2013年（平成25年）3月15日までは夕方にも女性専用車の運用を実施する列車が存在していたため、年末や毎年8月1日に行われる神奈川新聞花火大会をはじめとする大規模イベント開催に伴う一時的な多客輸送を行う場合は、女性専用車としての運用を解除していた。
そして、2013年3月16日に新たに相互直通運転を開始した東京メトロ副都心線・西武池袋線・東武東上線と実施内容の統一を図るため、相互直通運転開始後初めての平日となった3月18日からは、直通先に合わせて各駅停車を含めた全列車に対象列車を拡大し、横浜方先頭車である1号車に変更した。ただし設定時間帯は平日始発から9時30分までに縮小し、それまでの夕方以降の設定は廃止となり現在に至る。

## 歴史
1966年（昭和41年）の都市交通審議会答申第9号で3号線の一部として提案され、横浜市営地下鉄3号線の一部として建設が計画されていながらも、建設に着手することができなかった桜木町（桜木町駅）- 本町（日本大通り駅付近）- 山下町（元町・中華街駅付近）- 本牧（三溪園付近） に由来する路線である。みなとみらい線としては、1985年（昭和60年）の運輸政策審議会答申第7号で「みなとみらい21線」の名称で建設が計画された。
建設当時の仮称駅名は、横浜側から順に「横浜駅」（横浜地下駅とも呼ばれた）・「高島駅」・「みなとみらい中央駅」・「北仲駅」・「県庁前駅」・「元町駅」だった。またもともと、高島駅（現在の新高島駅）は計画されていなかったが、東横線高島町駅廃止の補償も考え、後に都市計画が決定したことにより追加された駅である。

### 横浜市営地下鉄3号線の計画
1966年（昭和41年）の都市交通審議会答申第9号で3号線として、本牧 - 山下町 - 伊勢佐木町 - 横浜 - 新横浜 - 勝田（港北ニュータウン付近）の路線が計画されたことが発端になっている。これを受けて横浜市は前年に発表した横浜市六大事業の高速鉄道建設事業に組み込み、1967年（昭和42年）3月には横浜市営地下鉄3号線として上大岡駅 - 港町（現在のJR関内駅）・北幸町（横浜駅）- 山下町（横浜マリンタワー付近）の鉄道事業免許を取得した。海岸通り直下の地盤が予想以上に悪かったため、1973年（昭和48年）に北幸町 - 山下町の区間を1つ南側の国道133号（通称：コンテナ街道・本町通り）直下を通る尾上町（現在の横浜市営地下鉄関内駅）- 山下町（現在の元町・中華街駅）への経路変更も行われた。しかし当時は東京港最大の大井コンテナ埠頭が建設される前であったため横浜港の需要は高かった。また横浜港に向かう首都高速神奈川1号横羽線・首都高速湾岸線などのう回路も存在しなかったため、横浜市の中心部を通る国道133号に交通が集中し、慢性的な渋滞が発生して問題になっていた。地下鉄建設工事により渋滞がさらに悪化して貨物輸送に支障をきたすことが懸念され、横浜港湾労働組合協議会・横浜船主会などから工事延期を願う陳情書が提出し、建設反対運動も行われた。その結果、横浜 - 尾上町（関内駅）については横浜市営地下鉄1号線との直通運転という形で1976年（昭和51年）9月に先行開業したものの、尾上町 - 山下町については運輸大臣の認可が下りず、建設に着手することができなくなってしまった。なお1990年（平成2年）4月にみなとみらい線が鉄道事業免許を取得したため、重複区間である横浜市営地下鉄3号線の尾上町 - 山下町の鉄道事業免許は同日付けで廃止された。

### 国鉄横浜線との直通計画
横浜市六大事業でみなとみらい地区の開発がはじまり、横浜都心部（関内地区周辺・みなとみらい地区・横浜駅周辺）の輸送需要の増加が見込まれたものの、横浜市営地下鉄3号線の尾上町 - 山下町の建設の目途は立たなかった。
そこで1985年（昭和60年）の運輸政策審議会答申第7号では「みなとみらい21線」の名称で、起点の東神奈川駅で国鉄横浜線と直通し、元町・本牧経由で国鉄根岸駅に至る計画が立てられた。本路線の横浜駅は横浜駅東口に設ける計画で、横浜新都市ビル・横浜スカイビル東側にある、横浜市営バス横浜駅東口バス操車場が新駅の建設用地として確保された。また横浜新都市ビル建設時には、地下1階のバス会社窓口・コンビニエンスストアがある、はまみらいウォーク方面への通路が、新駅への連絡通路として用意された。
しかし、国鉄分割民営化議論の影響、国鉄の財政問題もあり、民営化前後ではすぐに着工できる状況になかった。みなとみらいの開発を急ぎたい横浜市は、JR（旧・国鉄）に断りを入れ、国鉄横浜線への直通計画は実現しなかった。

### 直通先を東急へ変更
その後、横浜市は東京急行電鉄（現在の東急電鉄）・京浜急行電鉄・相模鉄道・横浜市交通局などと交渉を重ねつづけ、横浜駅ホームの拡幅が困難であったり、横浜駅以南の輸送効率の改善などの課題を抱えていた東京急行電鉄が1987年（昭和62年）に申し入れを受け入れ、東急東横線との直通へと計画が変更された。これが同年6月11日に神奈川新聞の一面でスクープとして報道され、地域住民に広く知られることとなった。
計画変更により、終着駅として栄えてきた東急東横線桜木町駅は廃止となる可能性があるため、桜木町・野毛町地区住民からの猛反発を招き、最初の地元説明会は横浜市当局への「糾弾の場」と化した。東急東横線桜木町駅廃止に加え、JR桜木町駅駅舎の改修に伴う移設・道路整備によるものも含め、野毛町地区への補償として、桜木町駅と野毛地区を結ぶ地下道「野毛ちかみち」・桜木町駅前歩道橋が整備された。また野毛町地区の地域振興策として、野毛大道芸の実施、野毛本通りのモール化、横浜にぎわい座の開設が行われた。

### 工事と開業の遅れ
前述した神奈川新聞のスクープ記事では1995年（平成7年）の開業を目指すとされ、工事着手当初は1999年（平成11年）に開業すると工事中の看板に書かれていた。しかし横浜駅の地上部を通るJRとの調整や、線路が過密であるため搬入口・資材置き場などの工事用地が狭小であること、終電から始発のわずかな間にしか施工できない箇所があること、横浜市による横浜駅自由通路「きた通路」「みなみ通路」の建設計画 もあいまって、横浜駅の地下化工事が難航したため、開業が大幅に遅れることとなる。
2002年（平成14年）ごろに一度、横浜地下駅の完成を待たずに、横浜市営地下鉄1号線のように先に工事が進んでいたみなとみらい中央 - 元町（駅名はいずれも仮称）間での暫定部分開業が検討されたほか、新高島駅付近に車両搬入専用の施設や電車区を設けるとの話が浮上した。しかし試算では年間で数億円の赤字が発生し、10億円以上の追加費用がかかることがわかり、また車両の搬入方法や検査設備の確保、独自車両か東急からの借用かなどの問題もあり立ち消えになった。

### 延伸構想と留置線設置計画
元町・中華街駅から「横浜環状鉄道」として本牧・根岸方面への延長構想があるが、現時点では計画が凍結状態にある。
これとは別に、元町・中華街駅からトンネルを約600m延長し、港の見える丘公園の地下に10両編成4本を留置できる留置線を設置する計画が進行中である。
前述の通り、横浜高速鉄道は自社の車両基地を持たず、元住吉検車区を間借りしている。開業時に車両留置場を建設しなかったのは、本牧・根岸方面への延伸構想があったためで、延伸時に根岸方面などに留置場を設置することを前提に、開業時は東急から15年間間借りすることになり、2004年に2019年1月までの期限で元住吉検車区の借地契約を締結した。契約途中の2011年には東急から「契約終了後は新しい留置場を探してほしい」と催促があったが、直通先の西武鉄道や東武鉄道からも留置線の借用を断られるなど移設先の確保が進まず、契約期限までに本牧・根岸方面への延伸の見込みがなくなったことで、自前の留置場を建設することを決定した。建設には時間が掛かることから、東急には借地契約の延長を申し入れ、2024年まで5年間延長された。留置線の完成は2030年度中になる見込みで、6年 - 7年ほど車両の置き場がない空白期間が生じることになり、対応が迫られている。

### 年表
- 1950年（昭和25年）10月21日：太平洋戦争後の地域復興政策として、横浜国際港都建設法を公布。
- 1957年（昭和32年） ：横浜市が「横浜国際港都建設総合基幹計画」を策定。
- 1965年（昭和40年） ：横浜市の六大事業の一つとして、後のみなとみらい地区の再開発・横浜市営地下鉄の建設構想が提唱される。
ただしこのときは、現在のみなとみらい線に相当する路線の構想はなかった。
- 1966年（昭和41年）
  - 7月15日：都市交通審議会答申第9号において、1985年までに整備すべき路線の一つとして、3号線（本牧（三溪園付近） - 関内 - 桜木町 - 横浜 - 新横浜 - 勝田（港北ニュータウン付近））が提案される。
本牧 - 横浜の一部が現在のみなとみらい線に、関内 - 勝田は横浜市営地下鉄1号線（横浜市営地下鉄ブルーライン）に相当する。
  - 10月11日：横浜市議会で、横浜市条例 昭和41年第65号「横浜市交通事業の設置等に関する条例」が成立し、横浜市営地下鉄1号線 - 4号線の建設を決定。
- 1967年（昭和42年）3月7日：横浜市交通局が、現在のみなとみらい線に相当する横浜市営地下鉄2号線（北幸町（横浜駅）-山下町（山下公園付近））の鉄道事業免許を取得。
- 1973年（昭和48年）9月6日：横浜市営地下鉄2号線の経路を、尾上町（関内駅）- 山下町（元町・中華街駅付近）に変更。
ただし本牧の港湾業界から地下鉄工事による国道133号線の交通渋滞悪化の懸念が出て、う回路になる首都高速神奈川1号横羽線の山下町方面への延伸完了まで建設を遅らせるように要請があり、これにより運輸大臣の工事施工認可が保留された。このため首都高速神奈川1号横羽線の延伸後まで工事の着手を延期することになった[41]。
- 1979年（昭和54年）：「横浜市都心臨海部総合整備計画」基本構想発表。
- 1985年（昭和60年）7月11日：運輸政策審議会答申第7号において、「みなとみらい21線」として「東神奈川━みなとみらい21地区━元町付近」が、目標年次（2000年）までに新設することが適当である区間、「元町付近…本牧町…根岸」が今後新設を検討すべき区間、とされる。
- 1987年（昭和62年）6月11日：東急東横線との直通計画を、神奈川新聞がスクープとして報じる。
- 1989年（平成元年）3月29日：横浜高速鉄道株式会社設立。
- 1990年（平成2年）4月19日：第一種鉄道事業免許取得。
同日付で、競合する横浜市営地下鉄2号線の鉄道事業免許が廃止された[42]。
- 1991年（平成3年）11月：第一期工区（みなとみらい中央駅 - 元町駅）施工認可。
- 1992年（平成4年）11月24日：第一期工区起工式[43]。
- 1994年（平成6年）10月：第二期工区（横浜駅 - みなとみらい中央駅）施工認可。
- 1995年（平成7年）2月：第二期工区起工式。
- 1997年（平成9年）1月：高島駅（現在の新高島駅）新設計画変更認可。
- 2000年（平成12年）1月27日：運輸政策審議会答申第18号において、目標年次（2015年）までに開業することが適当である路線、とされる。
- 2002年（平成14年）12月16日：正式な駅名が決定し、横浜駅から順に新高島駅（高島駅）、みなとみらい駅（みなとみらい中央駅）、馬車道駅（北仲駅）、日本大通り駅（県庁前駅）、元町・中華街駅（元町駅）となる（カッコ内はこれまでの仮称）[26][27]。また、日本大通り駅には「県庁・大さん橋」、元町・中華街駅には「山下公園」という副名称がそれぞれ付けられた[26][27]。
- 2003年（平成15年）
  - 7月9日：開業日を2004年（平成16年）2月1日とし、同時に東急東横線との相互直通運転を行うと正式に発表した[44]。また、シンボルマークの制定と路線名を「みなとみらい線」という略称で統一することを明らかにした[10]。
  - 7月23日：横浜駅構内でレール締結式を開催[45]。
  - 11月：線内先行試運転開始。これに先立ち、Y500系Y516編成と東急9000系9008F編成が長津田車両工場からトレーラーによる陸上輸送で東横線東白楽駅付近まで運ばれ、一時的に設置された地下線への線路を使って搬入された。また、開業前日の2004年1月31日は、みなとみらい線内を回送扱いにして東横線と通しでの最終訓練を実施。
- 2004年（平成16年）開業4周年ヘッドマーク

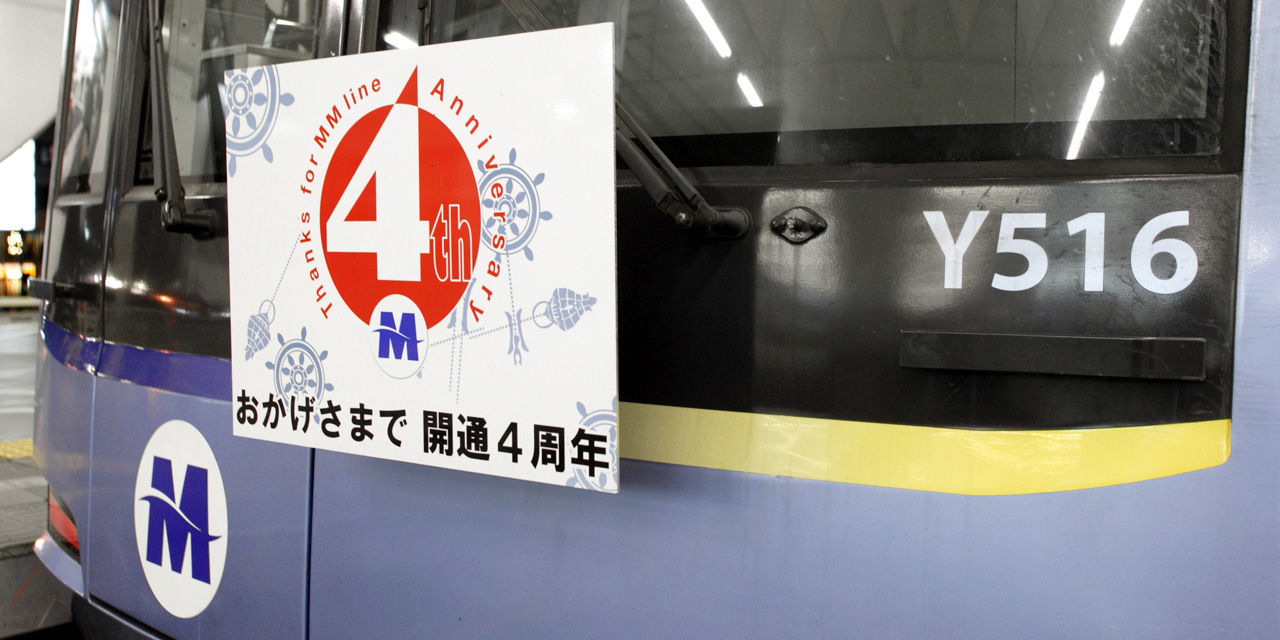
開業4周年ヘッドマーク

  - 2月1日：開業。同時に東急東横線との相互直通運転を開始した。
  - 5月：臨時列車「横浜みらい号」として東京メトロ日比谷線北千住駅から乗り入れ開始。8月以降、名称を「みなとみらい号」に改称。
  - 12月：「みなとみらい号」を埼玉高速鉄道線浦和美園駅および都営三田線高島平駅からも乗り入れ開始。
- 2005年（平成17年）7月25日：平日の特急・通勤特急・急行の8号車が女性専用車となる[46]（前述）。
- 2006年（平成18年）
  - 4月14日：利用者数が累計1億人を達成。
  - 7月18日：女性専用車の設定内容を変更（前述）。
- 2009年（平成21年）10月22日：利用者数が累計3億人を達成。
- 2012年（平成24年）：横浜駅 - 新高島駅間のトンネルに変状が確認される。現状でも安全性に支障はないものの、8月から地盤の改良を含めた補強工事を行うと発表。なお工事の完了時期については当初、2014年（平成26年）6月末を予定していたが[47]、後に2015年（平成27年）3月末に延期された。
- 2013年（平成25年）3月16日：東京メトロ副都心線を介し、東武東上線・西武有楽町線・西武池袋線との相互直通運転開始。これに伴い、女性専用車の設定内容を変更（前述）。
- 2015年（平成27年）3月7日：横浜駅に可動式ホーム柵を設置し、稼働開始[48]。以降、線内各駅に順次整備される[49]。
- 2020年（令和2年）6月6日：横浜市役所が北仲通南地区に移転することに伴い、新市庁舎の最寄り駅となった馬車道駅に「横浜市役所」の副名称を付与[50][51]。
- 2021年（令和3年）11月6日：新高島駅での可動式ホーム柵使用開始により、線内全駅での整備が完了[52]。
- 2023年（令和5年）
  - 3月6日：元町・中華街駅を除く全駅で発車サイン音を車両から鳴らす方式に順次更新[53]。
  - 3月18日：ワンマン運転を開始[53]。
- 2024年（令和6年）
  - 6月30日：普通回数乗車券の発売を終了。なお、障害者及びその介助者用の割引回数乗車券や通学割引回数乗車券は発売を継続する[54][55]。
  - 12月4日：みなとみらい線全駅で自動改札機でクレジットカードのタッチ決済、QRコードを活用した乗車サービスの実証実験を開始[56][57][58]。
- 2025年（令和7年）7月22日：平日夕・夜間の元町・中華街発東急東横線渋谷行き急行列車のうち6本で、有料座席指定サービス「Qシート」を開始[59]。

## 利用状況・経営状態
| 年度                | 1日平均利用者数 | 営業収益      | 経常利益      |
| ------------------- | --------------- | ------------- | ------------- |
| 2004年（平成16年）  | 12.1万人        | 73億9600万円  | -20億3100万円 |
| 2005年（平成17年）  | 13.2万人        | 79億9200万円  | -10億6100万円 |
| 2006年（平成18年）  | 14.0万人        | 84億8000万円  | -5億6300万円  |
| 2007年（平成19年）  | 15.3万人        | 90億8200万円  | -3億6900万円  |
| 2008年（平成20年）  | 16.1万人        | 94億5900万円  | -19億0500万円 |
| 2009年（平成21年）  | 16.6万人        | 97億9800万円  | -14億7200万円 |
| 2010年（平成22年）  | 16.3万人        | 94億9900万円  | -16億5000万円 |
| 2011年（平成23年）  | 16.7万人        | 94億9900万円  | -14億3000万円 |
| 2012年（平成24年）  | 17.5万人        | 100億7600万円 | -7億6000万円  |
| 2013年（平成25年）  | 19.1万人        | 112億7700万円 | -3億4300万円  |
| 2014年（平成26年）  | 19.4万人        | 112億1000万円 | -3億1700万円  |
| 2015年（平成27年）  | 19.7万人        | 114億7300万円 | -1億8400万円  |
| 2016年（平成28年）  | 20.1万人        | 116億6800万円 | 2億1500万円   |
| 2017年（平成29年）  | 20.9万人        | 119億8800万円 | 5億8900万円   |
| 2018年（平成30年）  | 21.8万人        | 123億6800万円 | 9億1100万円   |
| 2019年 （令和元年） | 22.0万人        | 124億7400万円 | 7億7000万円   |
| 2020年 （令和2年）  | 14.3万人        | 79億8100万円  | -3500万円     |
| 2021年 （令和3年）  | 15.6万人        | 91億5200万円  | -2154万円     |
| 2022年 （令和4年）  | 18.8万人        | 110億2000万円 | -370万円      |
| 2023年 （令和5年）  | 20.9万人        | 129億1800万円 | 11億700万円   |
| 2024年 （令和6年）  | 21.5万人        | 132億5500万円 | 11億5000万円  |

開業初日の2004年2月1日は日曜日だったこともあり、日本各地から多くの観光客や鉄道ファンが殺到し、乗客数が駅の処理能力を超え、ダイヤが乱れた。そのため、昼過ぎより急遽、本来は通過する馬車道駅と日本大通り駅に特急が臨時停車し、開業2度目の週末に当たる2月7日・2月8日にも同じ措置が採られた。これは、横浜中華街において春節を記念するイベントが行われる時期でもあったため、みなとみらい線の開業および中華街への観光客が集中したことも影響していた。
駅ごとの利用状況としては、横浜駅を利用（乗降・通過）する乗客が96%を占めており、次いでみなとみらい駅、元町・中華街駅の利用客が多くなっている。
2006年度には、当初の1日平均利用客計画数である13万7000人を初めて上回り、定期客の利用も増え、こどもの国線と合わせた会社全体の営業利益も2007年度で16億9000万円となっている。2013年度は東急東横線の東京メトロ副都心線相互直通開始による効果で、利用者数・営業収益とも大幅に増加し、2016年度には1日平均利用者数が初めて20万人を突破した。
営業利益は開業初年度より黒字だが、22億円弱という巨額の支払利息があるため、経常損益では開業以来の赤字経営が続き（2007年度は3億6,900万円の赤字）、2008年度は開通以降の残工事分費用と利子の支払いを減価償却費に当てたことから、赤字額が大幅に増加した。2013年度は特別利益の計上で当期の純利益が黒字となり、さらに2016年度は経常損益で初の黒字となった。

## 運賃・乗車券
大都市での地下路線建設であり、地盤の軟弱な湾岸部で河川や既存鉄道、高速道路との交差部が多かった。各駅とも地下深く、駅の規模も大きく工事も長期間にわたり、建設費は全線・関連工事などを含め約3000億円と非常に高額であった。そのため運賃は既存鉄道と比べて割高となっている。
前述のとおり本路線は東急東横線と一体的に運行されており、東急東横線の廃止区間の沿線住民も含め、みなとみらい線 - 東急東横線を通して利用する乗客が大多数を占める。だが本路線の開業以前は、高島町駅や桜木町駅まで乗車しても東急東横線内の運賃で済んだが、みなとみらい線開業後は横浜駅を境に他社線として運賃が別となるため非常に割高となる。この運賃の割高感が乗客（特に定期利用の都心方面への通勤・通学客）から嫌われ、JR根岸線など並行路線からの移行が当初の見込みを大きく下回った。
このため横浜高速鉄道では増収策として、沿線施設とタイアップしたイベントを実施したり、臨時列車「みなとみらい号」の運転を継続するほか、横浜市からも沿線の企業や官庁へ要請し、みなとみらい線の通勤定期を利用推進する活動を行った。また、一日乗車券（みなとみらい線単独の他、東急線などの往復乗車券とのセット券もある）、ヨコハマ・みなとみらいパス（ただしJR東日本での発売）を発売して、横浜への観光客などを呼び込むための取り組みも行っている。これまでに実施されたキャンペーン（みなとみらい号などの臨時電車運転に伴うものを除く）としては、2004年の「みなとみらいチケット・みなとみらい線一日乗車券まる得キャンペーン」、2006年の「早春のみなとみらいキャンペーン」 などがある。
連絡乗車券は、2013年3月16日に開業時から直通運転している東急東横線が副都心線・西武池袋線・東武東上本線との相互直通運転を開始し、運転区間が大幅に広がったが、みなとみらい線内の駅（東急管轄の横浜駅を除く）での連絡乗車券の発売は東急東横線渋谷駅までと従来のままとなっており、渋谷駅以北の東京メトロ・西武・東武東上線方面への乗車券は発売していない。このためPASMOなどのIC乗車券を使わずにみなとみらい線内から渋谷より北へ直通乗車する場合は、東急東横線渋谷駅までの乗車券を購入し最終下車駅で精算することになる。

## 駅一覧
全駅にエスカレーターやエレベーターが設置されている。前述のとおり地下深い場所を通っているため、「高速エスカレーター」が採用されている。赤外線で利用者を検知し、「高速運転」と「通常運転」の切り替えを行い、高速運転時は通常のエスカレーターの約1.3倍の速さとなる。
また、全駅のトイレに温水洗浄便座が設置され、多機能トイレはすべてオストメイト対応設備を備えている。
2012年9月下旬ごろより、各駅の駅名標などの案内にナンバリングが表記されている（記号はMM）。
- 全線神奈川県横浜市内に所在。
- 停車駅 … ●：停車、｜：通過
- 各駅停車は全駅に停車（表では省略）。

| 駅番号       | 駅名                            | 駅間 キロ    | 累計 キロ    | 急行 | 通勤特急 | 特急 | S-TRAIN | 接続路線 | 所在地 |
| ------------ | ------------------------------- | ------------ | ------------ | --- | --- | --- | --- | --- | --- |
| 直通運転区間 | 直通運転区間                    | 直通運転区間 | 直通運転区間 | 東急東横線・ 東京メトロ副都心線経由で以下の路線・駅まで - 東武東上本線小川町駅まで - 西武有楽町線経由 西武池袋線飯能駅まで（臨時列車は 西武狭山線西武球場前駅、「S-TRAIN」は 西武秩父線西武秩父駅まで） | 東急東横線・ 東京メトロ副都心線経由で以下の路線・駅まで - 東武東上本線小川町駅まで - 西武有楽町線経由 西武池袋線飯能駅まで（臨時列車は 西武狭山線西武球場前駅、「S-TRAIN」は 西武秩父線西武秩父駅まで） | 東急東横線・ 東京メトロ副都心線経由で以下の路線・駅まで - 東武東上本線小川町駅まで - 西武有楽町線経由 西武池袋線飯能駅まで（臨時列車は 西武狭山線西武球場前駅、「S-TRAIN」は 西武秩父線西武秩父駅まで） | 東急東横線・ 東京メトロ副都心線経由で以下の路線・駅まで - 東武東上本線小川町駅まで - 西武有楽町線経由 西武池袋線飯能駅まで（臨時列車は 西武狭山線西武球場前駅、「S-TRAIN」は 西武秩父線西武秩父駅まで） | 東急東横線・ 東京メトロ副都心線経由で以下の路線・駅まで - 東武東上本線小川町駅まで - 西武有楽町線経由 西武池袋線飯能駅まで（臨時列車は 西武狭山線西武球場前駅、「S-TRAIN」は 西武秩父線西武秩父駅まで）                                                               | 東急東横線・ 東京メトロ副都心線経由で以下の路線・駅まで - 東武東上本線小川町駅まで - 西武有楽町線経由 西武池袋線飯能駅まで（臨時列車は 西武狭山線西武球場前駅、「S-TRAIN」は 西武秩父線西武秩父駅まで） |
| MM01         | 横浜駅                          | -            | 0.0          | ● | ● | ● | ● | 東急電鉄： 東横線 (TY21)（直通運転：上記参照） 東日本旅客鉄道： 東海道線 (JT 05)・ 横須賀線 (JO 13)・ 湘南新宿ライン (JS 13)・ 京浜東北線 (JK 12)・ 根岸線 (JK 12)・ 横浜線 京浜急行電鉄： 本線 (KK37) 相模鉄道： 相鉄本線 (SO01) 横浜市営地下鉄： ブルーライン (B20) | 西区 |
| MM02         | 新高島駅                        | 0.8          | 0.8          | ｜ | ｜ | ｜ | ｜ | | 西区 |
| MM03         | みなとみらい駅                  | 0.9          | 1.7          | ● | ● | ● | ● | | 西区 |
| MM04         | 馬車道駅 （横浜市役所）         | 0.9          | 2.6          | ● | ● | ｜ | ｜ | | 中区 |
| MM05         | 日本大通り駅 （県庁・大さん橋） | 0.6          | 3.2          | ● | ● | ｜ | ｜ | | 中区 |
| MM06         | 元町・中華街駅 （山下公園）     | 0.9          | 4.1          | ● | ● | ● | ● | | 中区 |

### 駅舎
みなとみらい21プロジェクトの関連事業として、横浜の都市デザイン計画のもと横浜市営地下鉄と同様にデザイン計画が立てられ、建設主体である鉄道建設・運輸施設整備支援機構が設置した「駅デザイン委員会」（渡辺定夫委員長、ほか11名）によって行われた。
- 新高島駅：モチーフは「海とモダン」。（デザイナー：UG都市建築〔山下昌彦〕）
- みなとみらい駅：モチーフは「船」で、青と白のストライプで表現されている。地下2階コンコースは、直径20メートルの半円形の通路が70メートルにわたって続いている。（デザイナー：早川邦彦建築研究室〔早川邦彦〕）
- 馬車道駅：モチーフは「明治時代の横浜」。内装に赤レンガ風のタイルが使われている。地下2階のコンコースには、ステージを思わせる吹き抜けの円形ドーム空間がある。（デザイナー：内藤廣建築設計事務所〔内藤廣〕）
- 日本大通り駅：ガラス・金属を用いた内装と、駅周辺に所在する歴史的な建物を思わせるレンガ・石材を用いた内装が同居している。（デザイナー：鉄道建設・運輸施設整備支援機構）
- 元町・中華街駅：プラットホーム階が無柱の巨大な空間になっていることが特徴。壁面には横浜の文化を伝える写真などがタイル画として設置されている。（デザイナー：伊東豊雄建築設計事務所〔伊東豊雄〕）

駅の発車標は東急仕様のものとほぼ同一だがサイズが一回り小さい。駅名標は各駅でほぼ同一フォーマットだが、駅によりデザインやフォントが異なる。

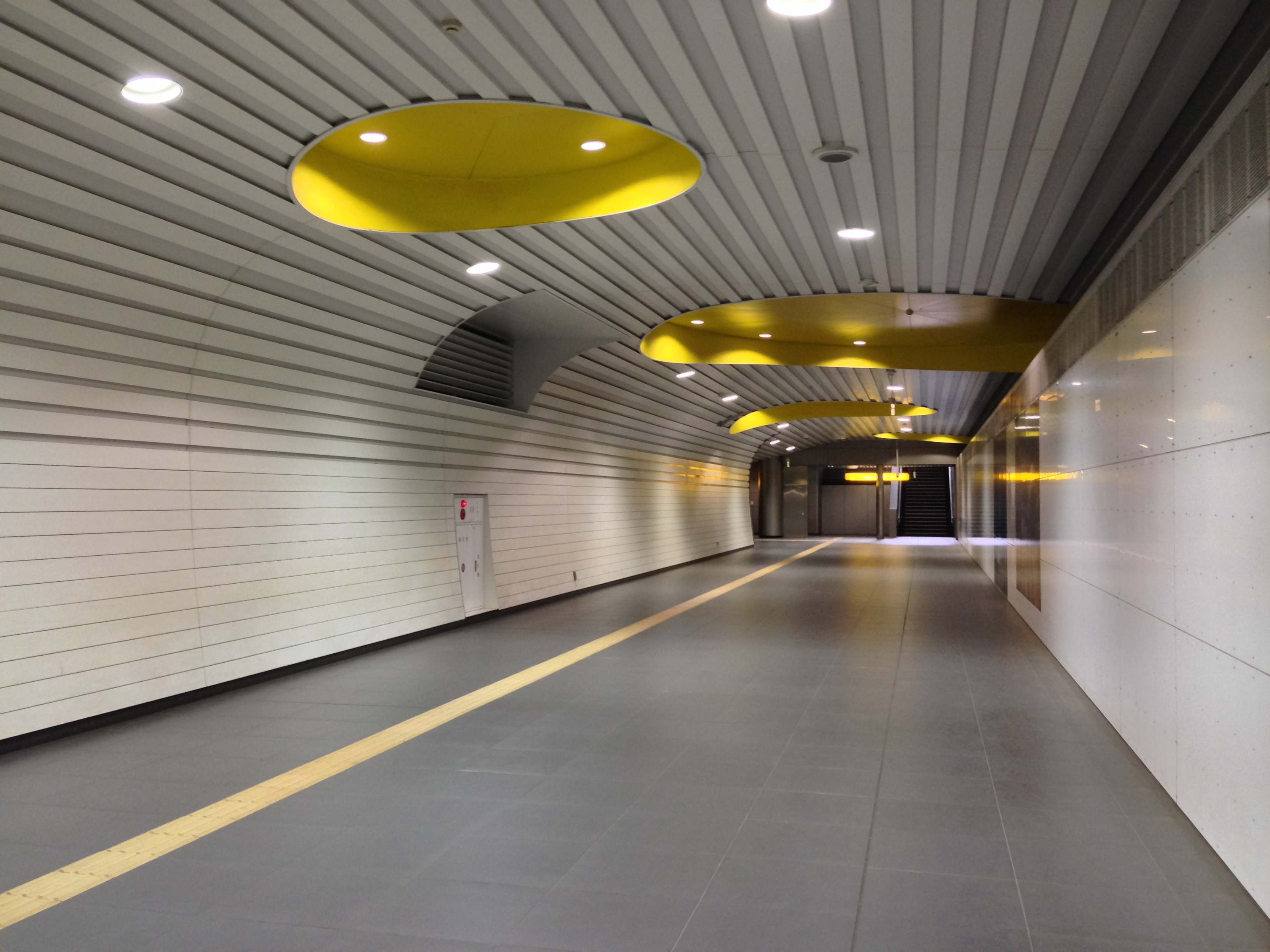
新高島駅連絡通路
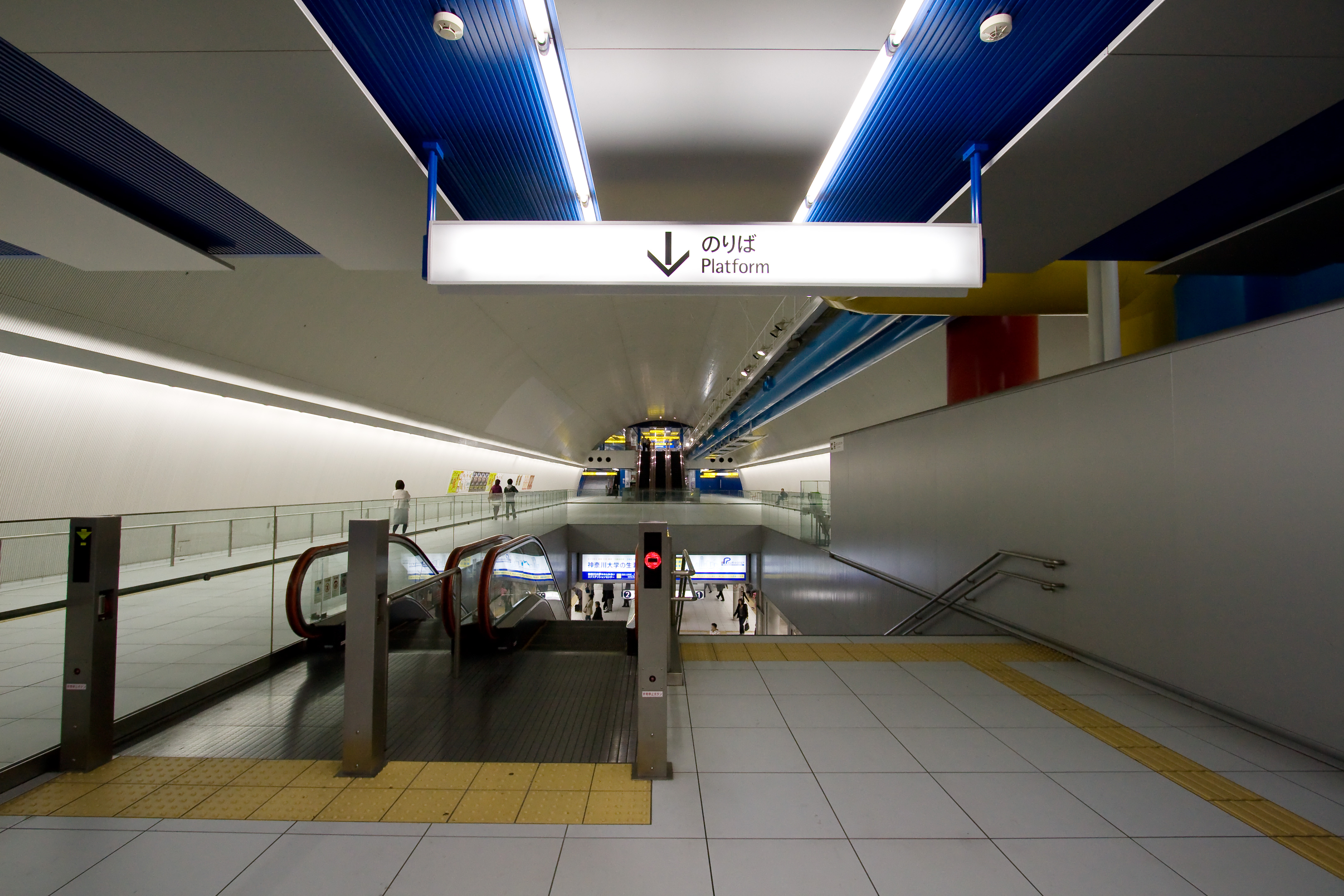
みなとみらい駅コンコース
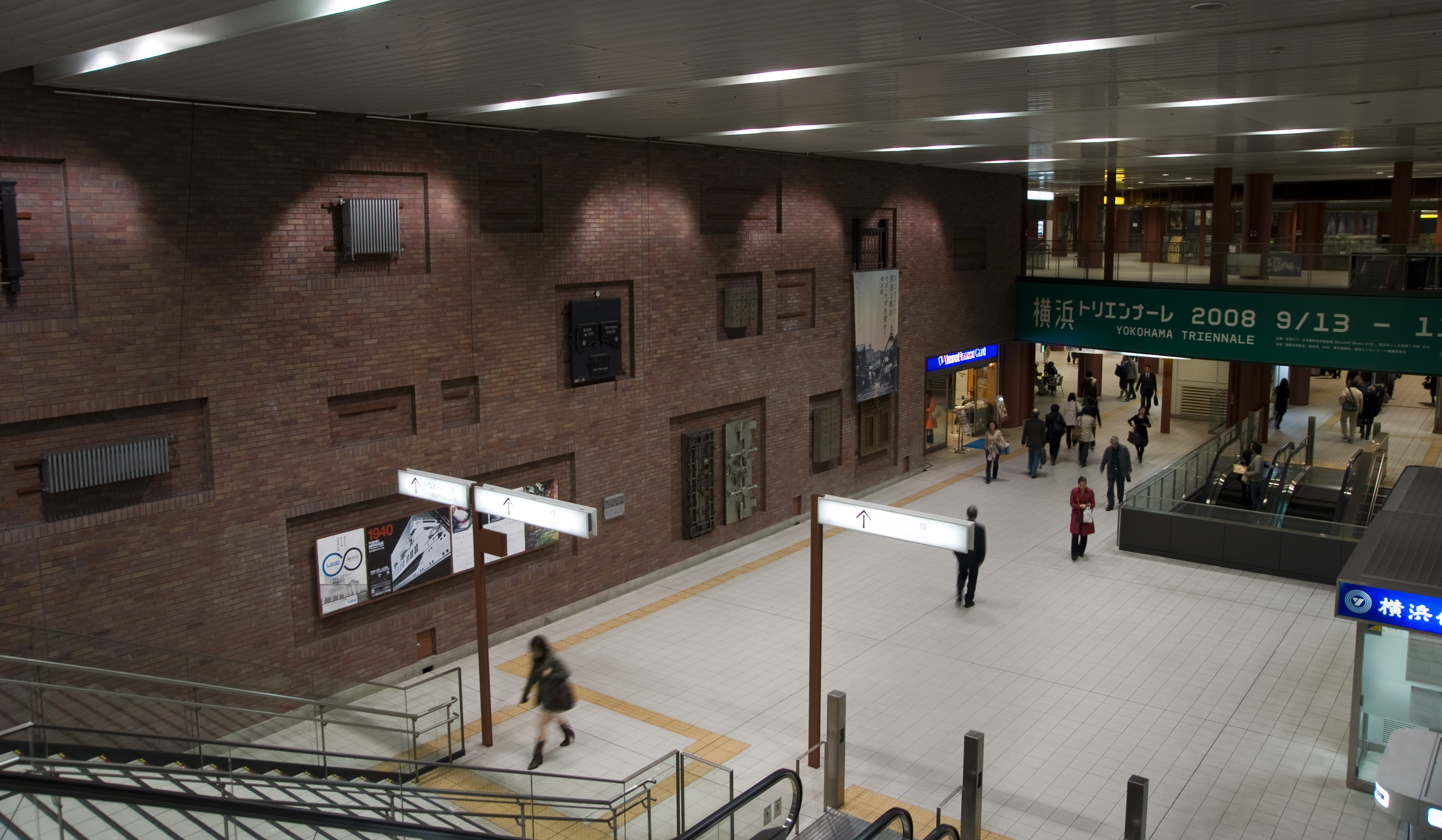
馬車道駅コンコース
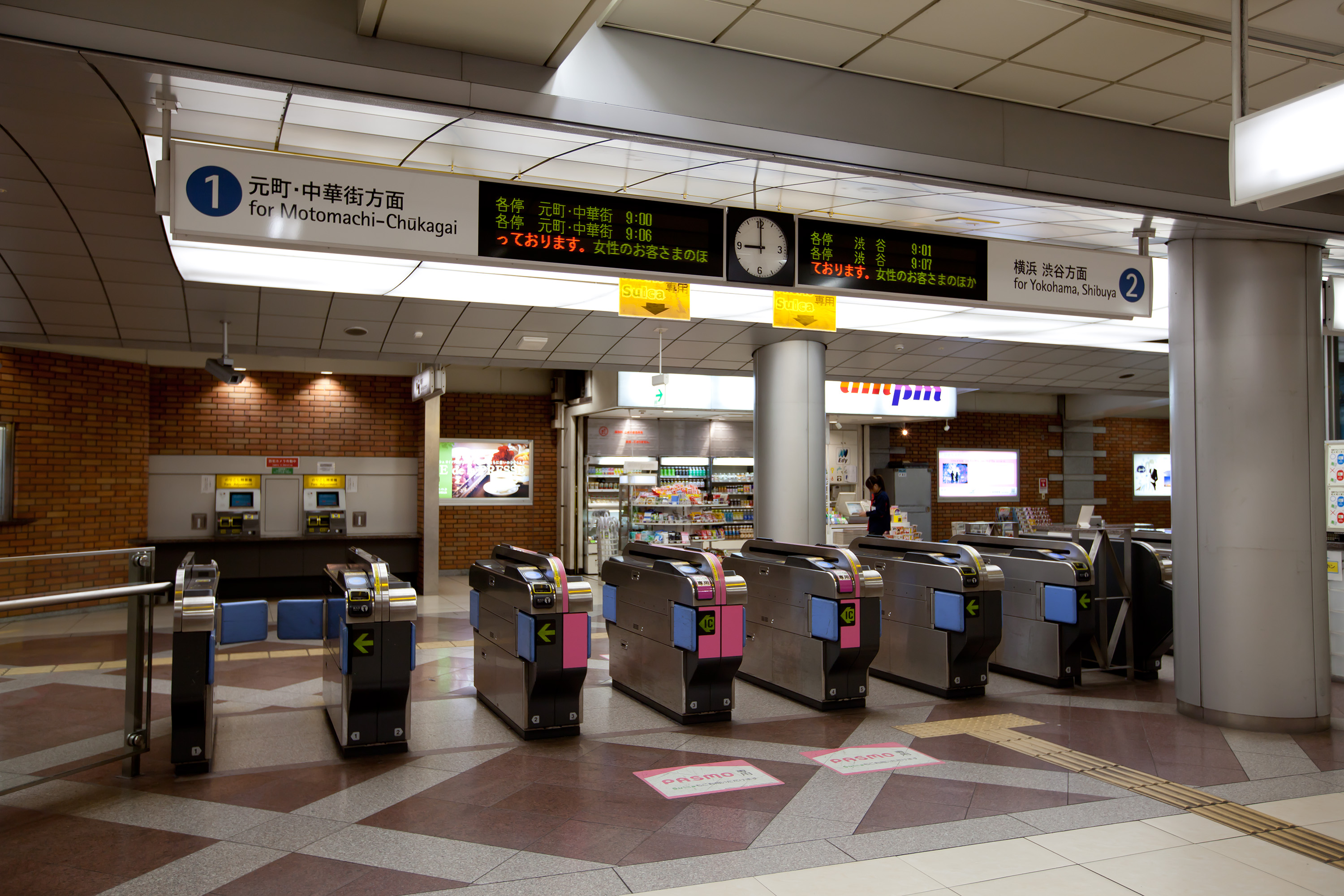
日本大通り駅改札口
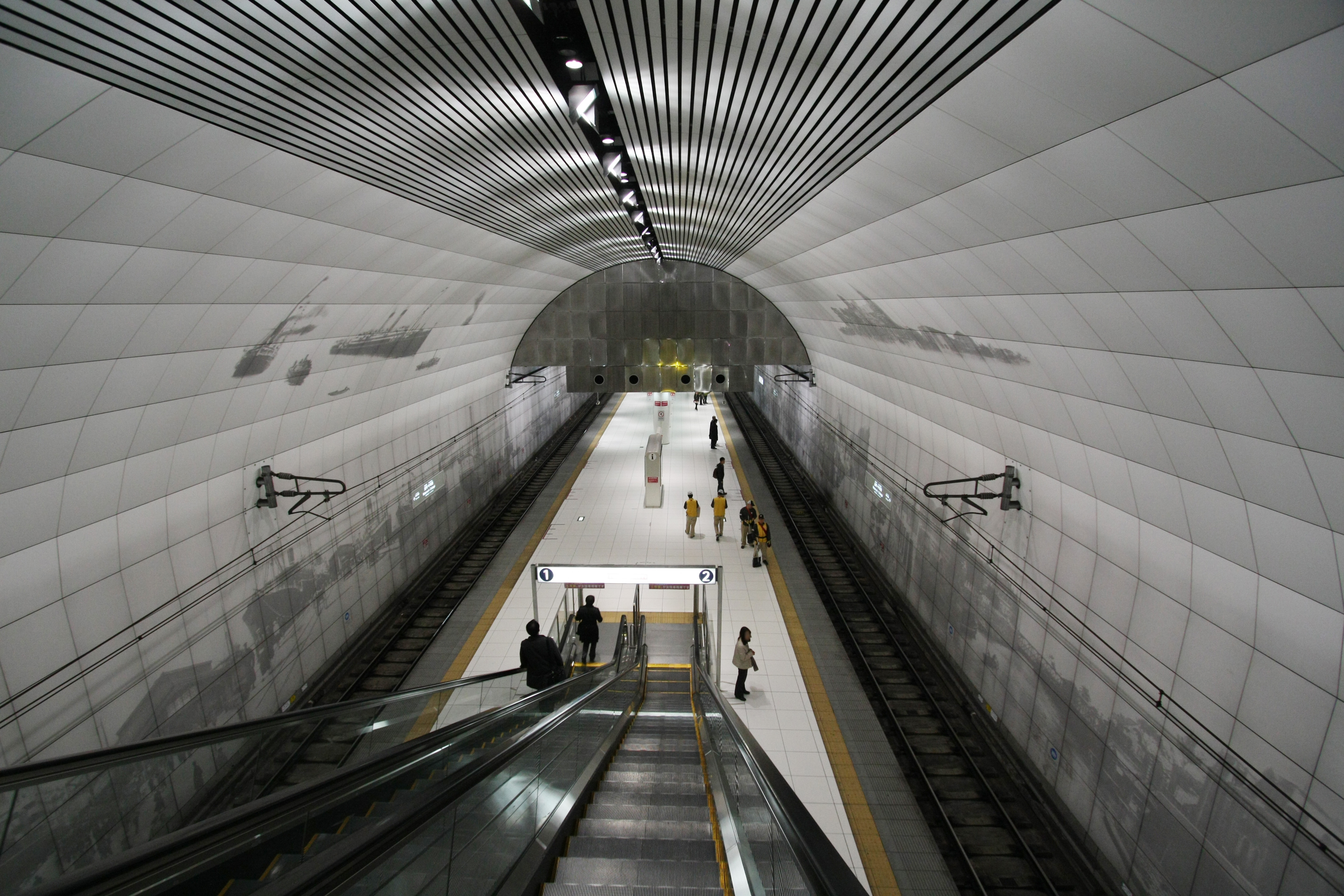
元町・中華街駅プラットホーム

### 発車メロディ
発車メロディは、横浜駅・日本大通り駅を除く各駅には同一のものが採用されており、上りと下りで異なるメロディが流れる（元町・中華街駅では組み合わせが逆になっている）。横浜スタジアム最寄りの日本大通り駅では、2013年4月2日より横浜DeNAベイスターズの球団歌「熱き星たちよ」が使用されていたが、2019年3月29日より同球団の応援歌「勇者の遺伝子」に変更されている。
なお2023年3月上旬から順次、元町・中華街駅を除いて発車メロディの使用を停止し、車両のスピーカーからの乗降促進ブザーのみとなった。これは2023年3月18日のダイヤ改正からワンマン運転が開始されることによるもので、乗務員の訓練等の兼ね合いからメロディ使用停止はワンマン運転開始に先立って行われた。

### パブリックアート
各駅にはパブリックアートが設置されている。
| 駅名         | 作品名                  | 作者          | 種類           | 制作費補助           | 備考 |
| ------------ | ----------------------- | ------------- | -------------- | -------------------- | --- |
| 横浜駅       | VIVA YOKOHAMA           | 絹谷幸二      | 陶板レリーフ   | -                    | 寄贈：崎陽軒 制作：日本交通文化協会 |
| 新高島駅     | Deep Sea Dreams         | Louis Fransen | ステンドグラス | 日本宝くじ協会       | |
| 馬車道駅     | 金波、銀波              | 澄川喜一      | 金属レリーフ   | MM21ロータリークラブ | |
| 馬車道駅     | 横浜銀行旧本店 壁面彫刻 | 中村順平      | 壁面彫刻       | 横浜銀行             | かつて当地にあった横浜銀行旧本店に設置されていたもの。テーマは「横浜の文化・都市発展史」。石膏成型、表面メタリコン仕上げ。1960年制作。 |
| 日本大通り駅 | 横浜港―過去から現在まで | 柳原良平      | ステンドグラス | 日本宝くじ協会       | |

横浜駅「VIVA YOKOHAMA」（絹谷幸二）
新高島駅「Deep Sea Dreams」(Louis Fransen)

## 使用車両

### 自社車両
- Y500系（8両編成）

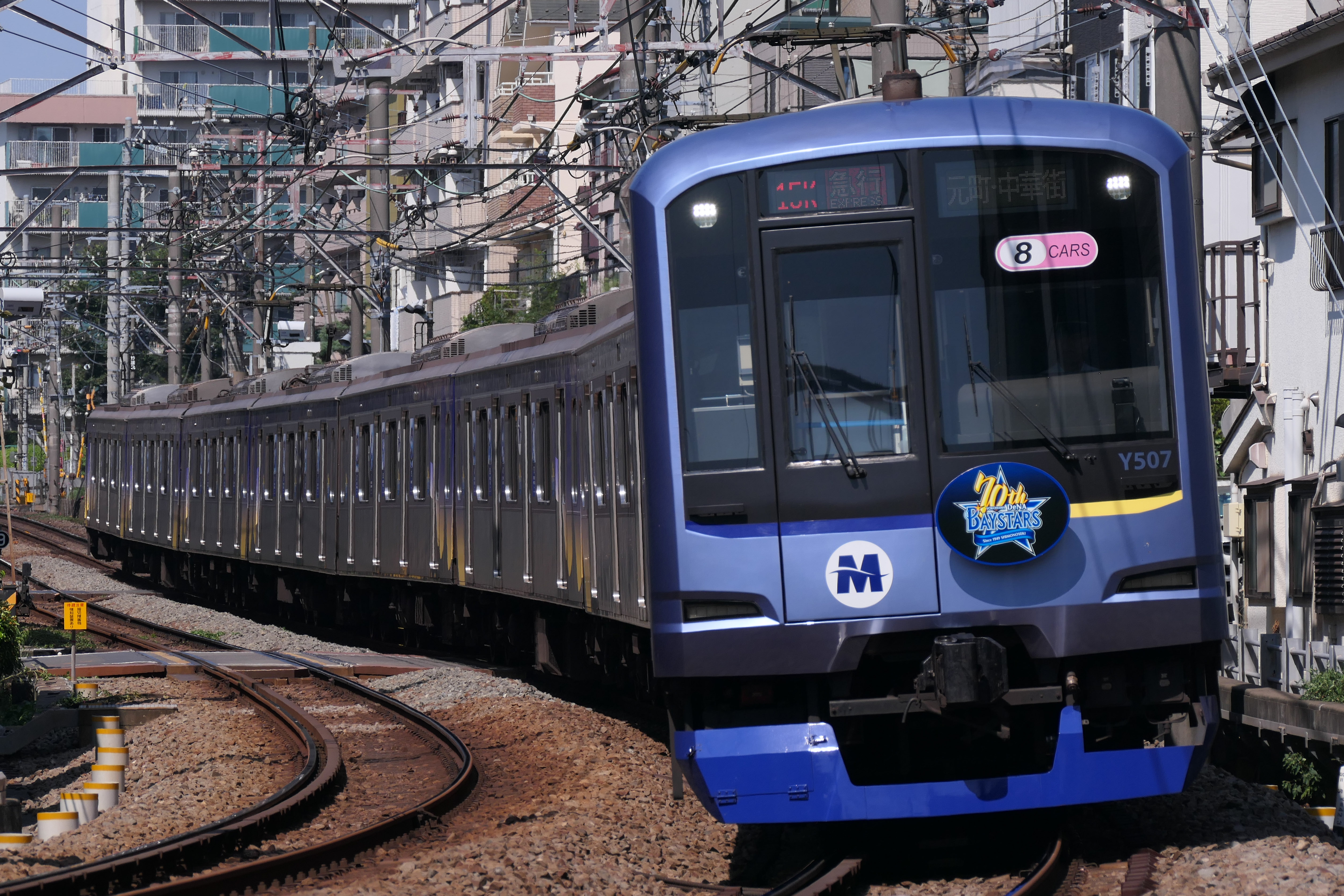
Y500系

### 他社所有車両
- 東急電鉄
  - 5050系4000番台（10両編成）：Qシート運用は平日のみ。
  - 5050系（8両編成）
  - 5000系（8両編成・転属車）
- 東京地下鉄（東京メトロ）
  - 17000系（8・10両編成）
  - 10000系（10両編成）
- 東武鉄道（10両編成）
  - 50070型
  - 9000型・9050型
- 西武鉄道（10両編成）
  - 40000系：デュアルシート車はS-TRAIN限定で通常は一般列車での運用無し。ロングシート車は一般列車で運用。
  - 6000系

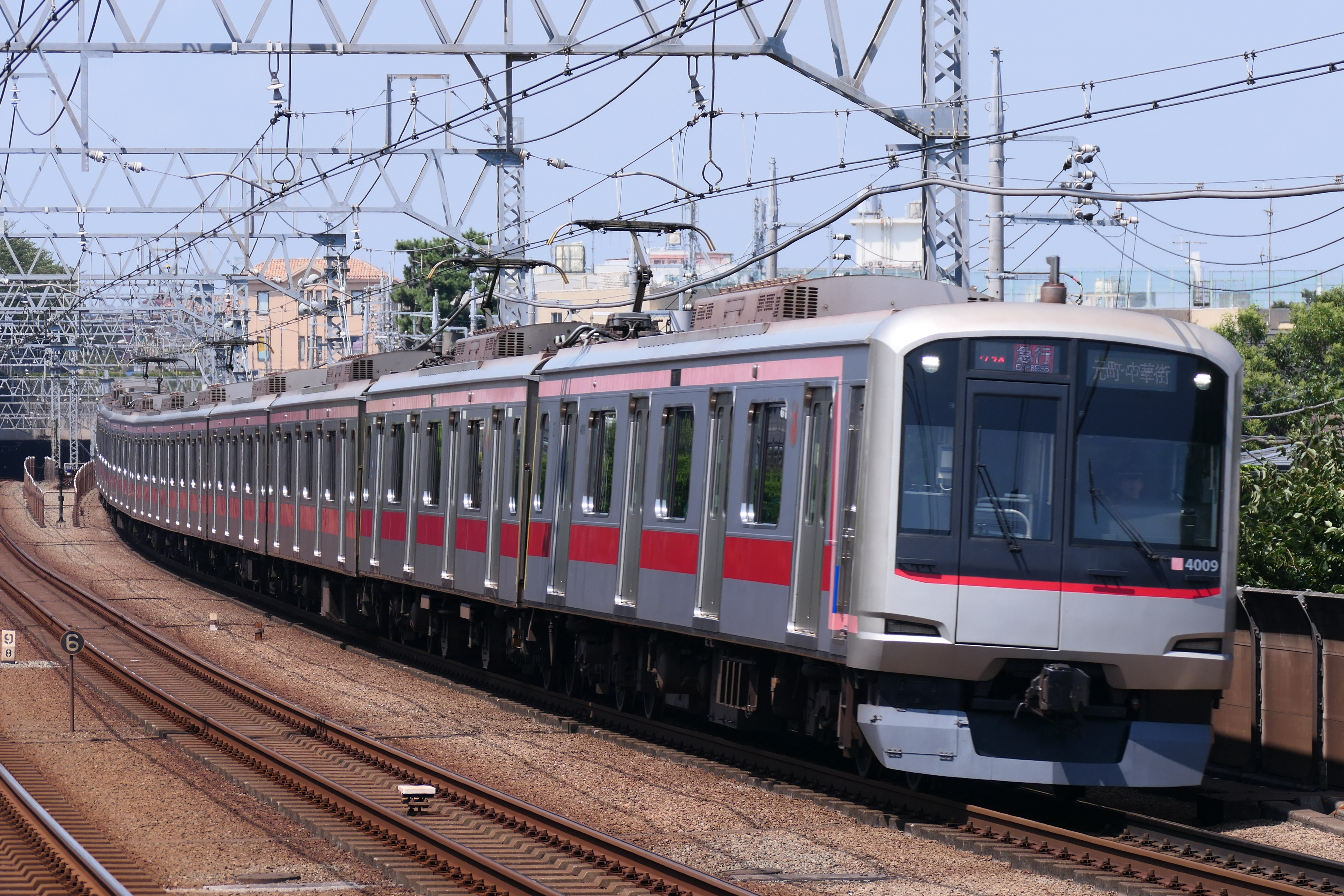
東急5050系4000番台
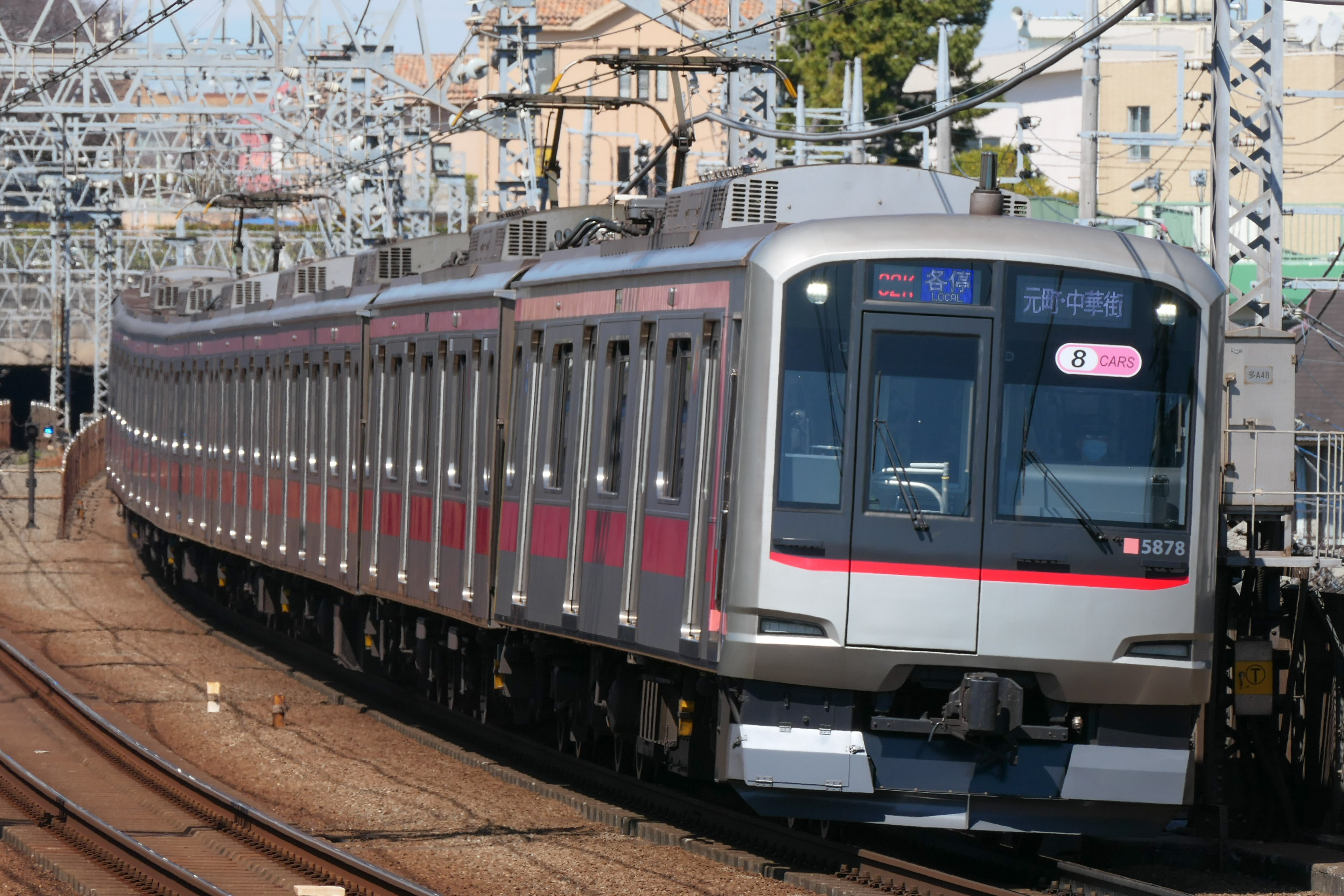
東急5050系
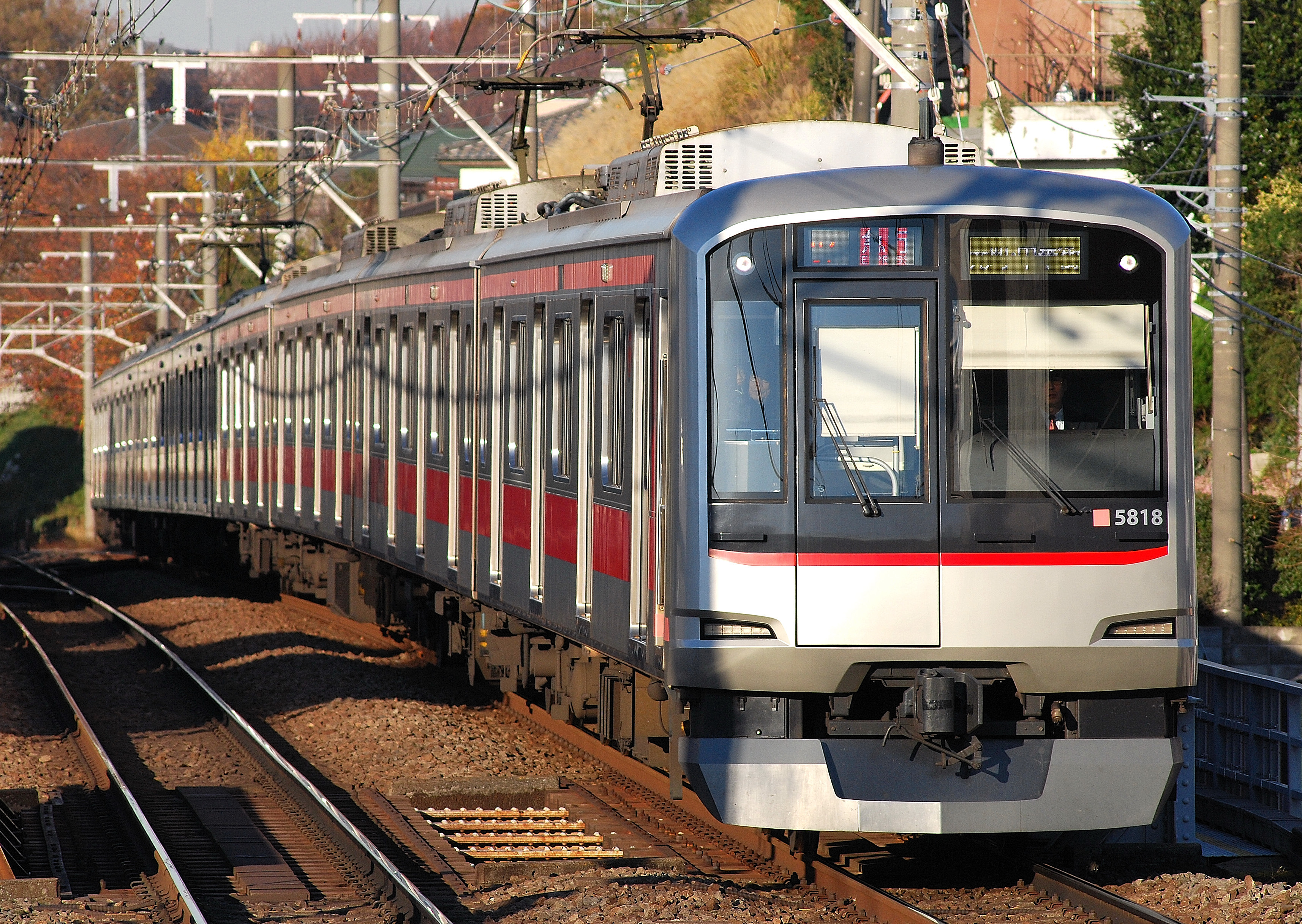
東急5000系
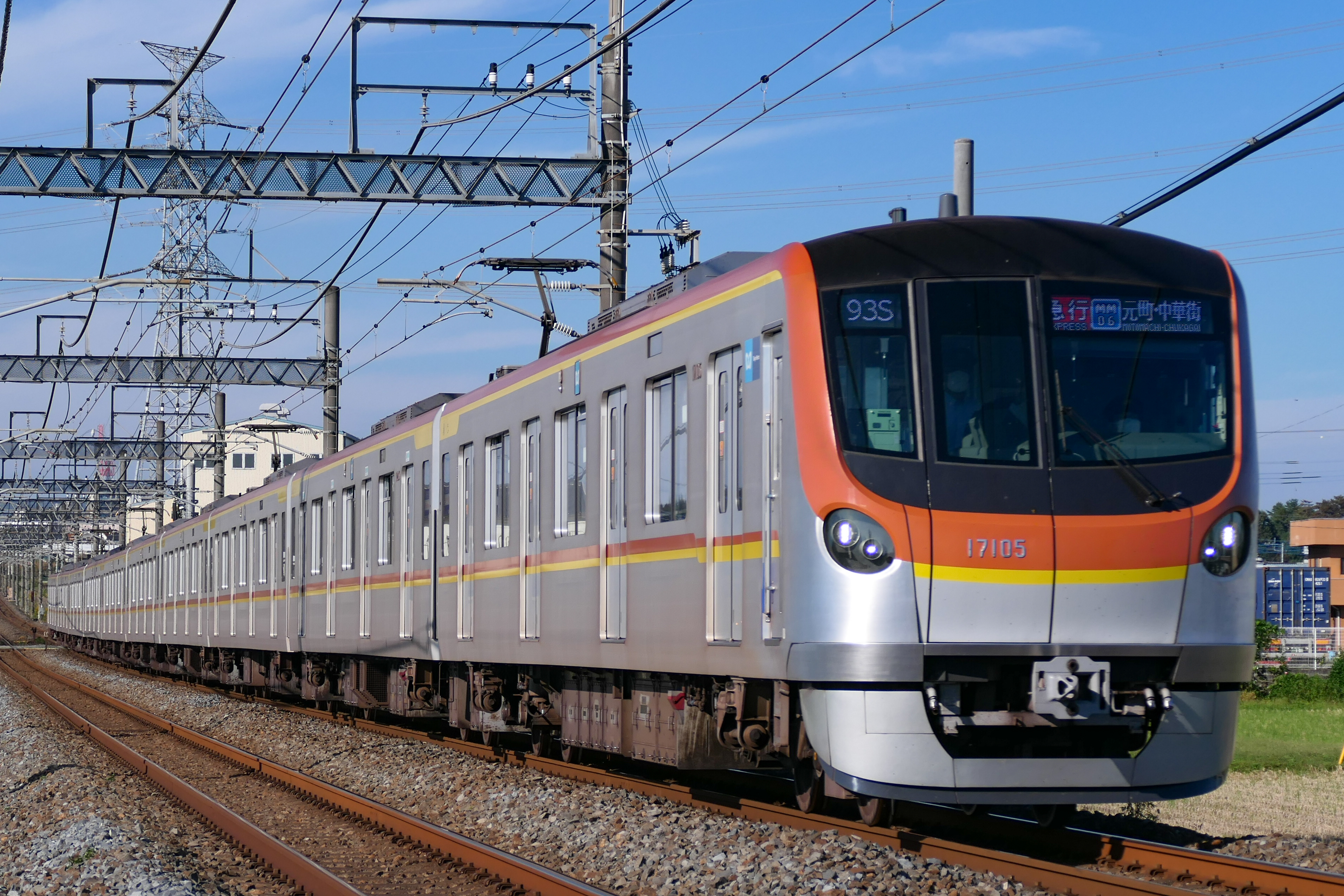
東京メトロ17000系
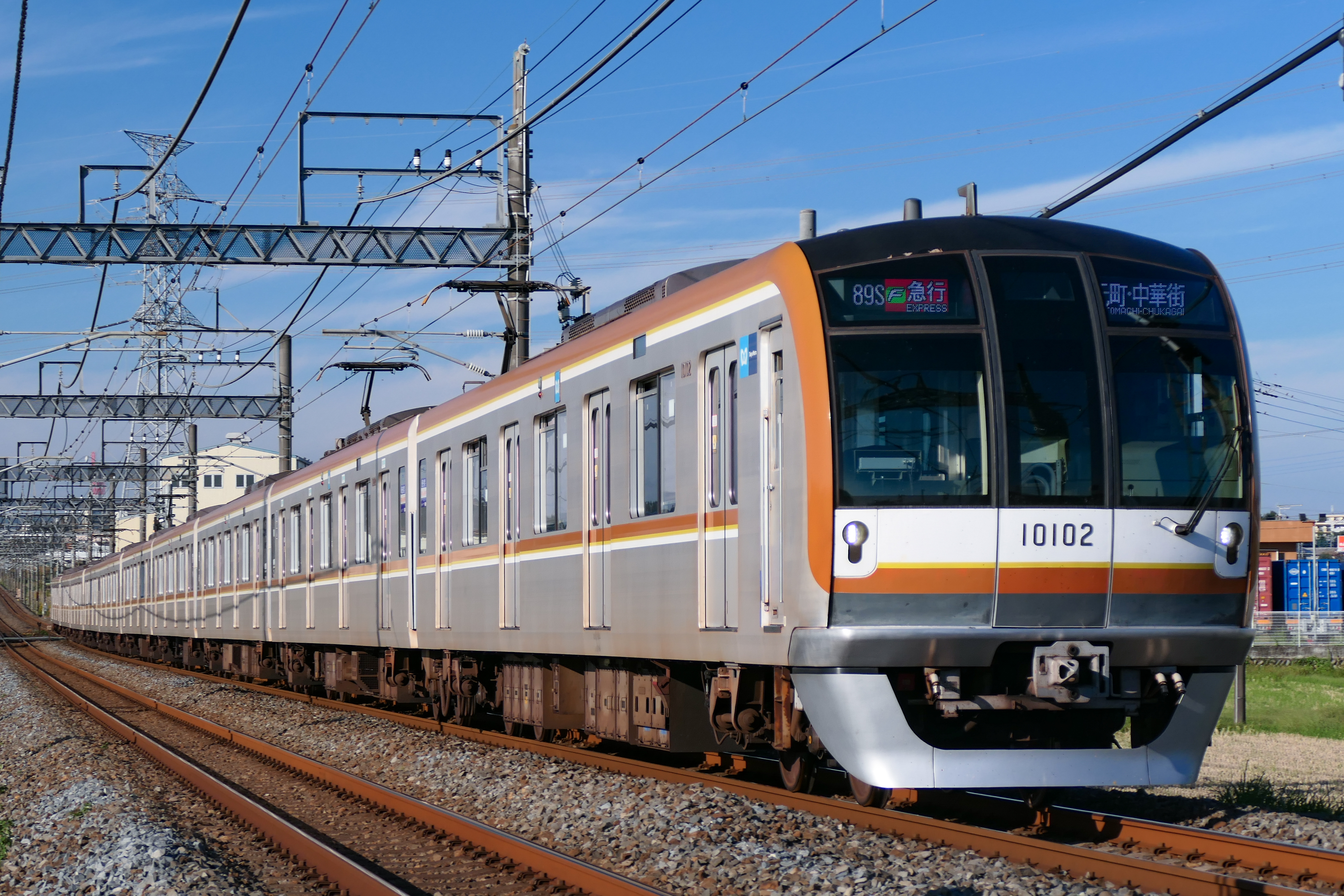
東京メトロ10000系
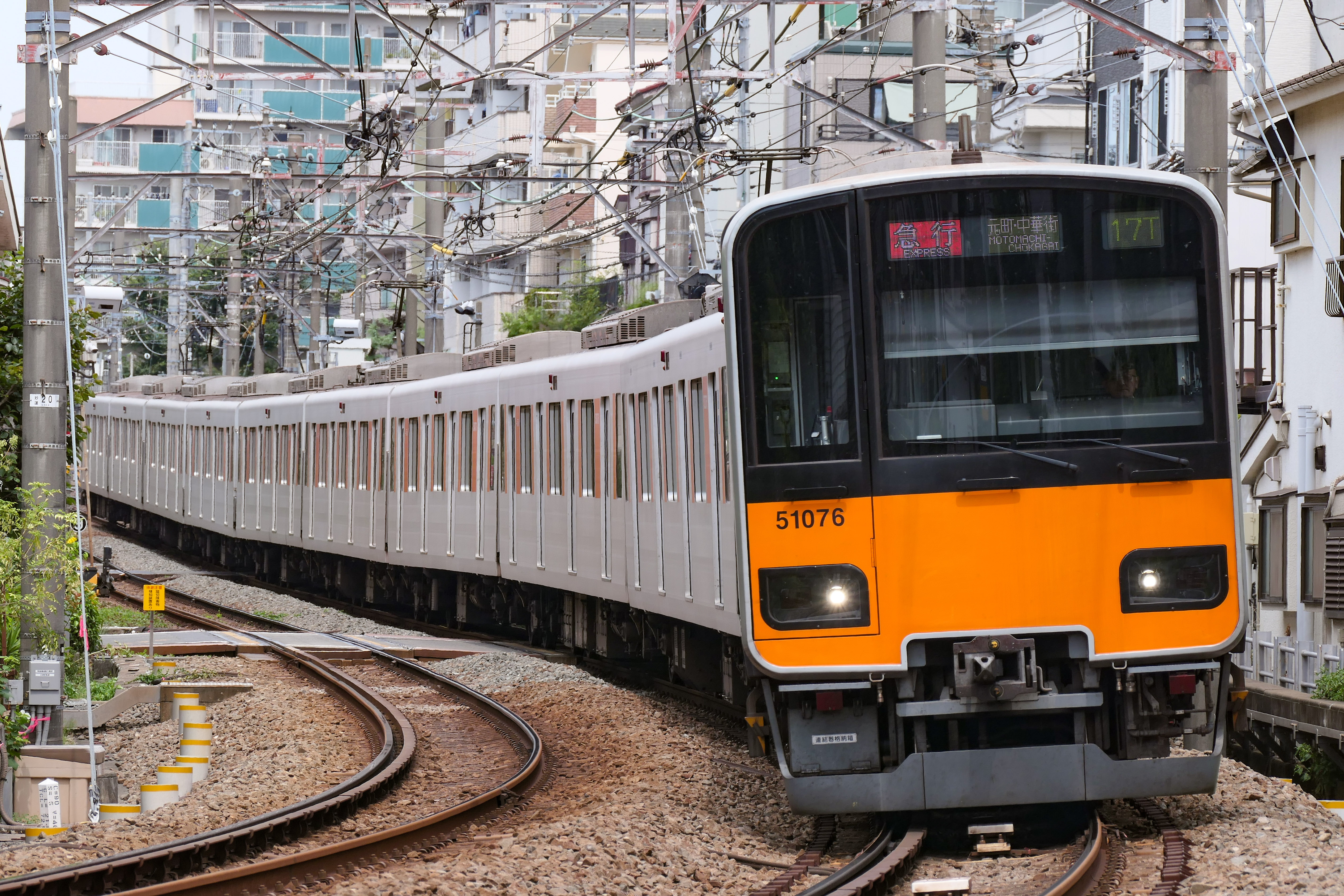
東武50070型
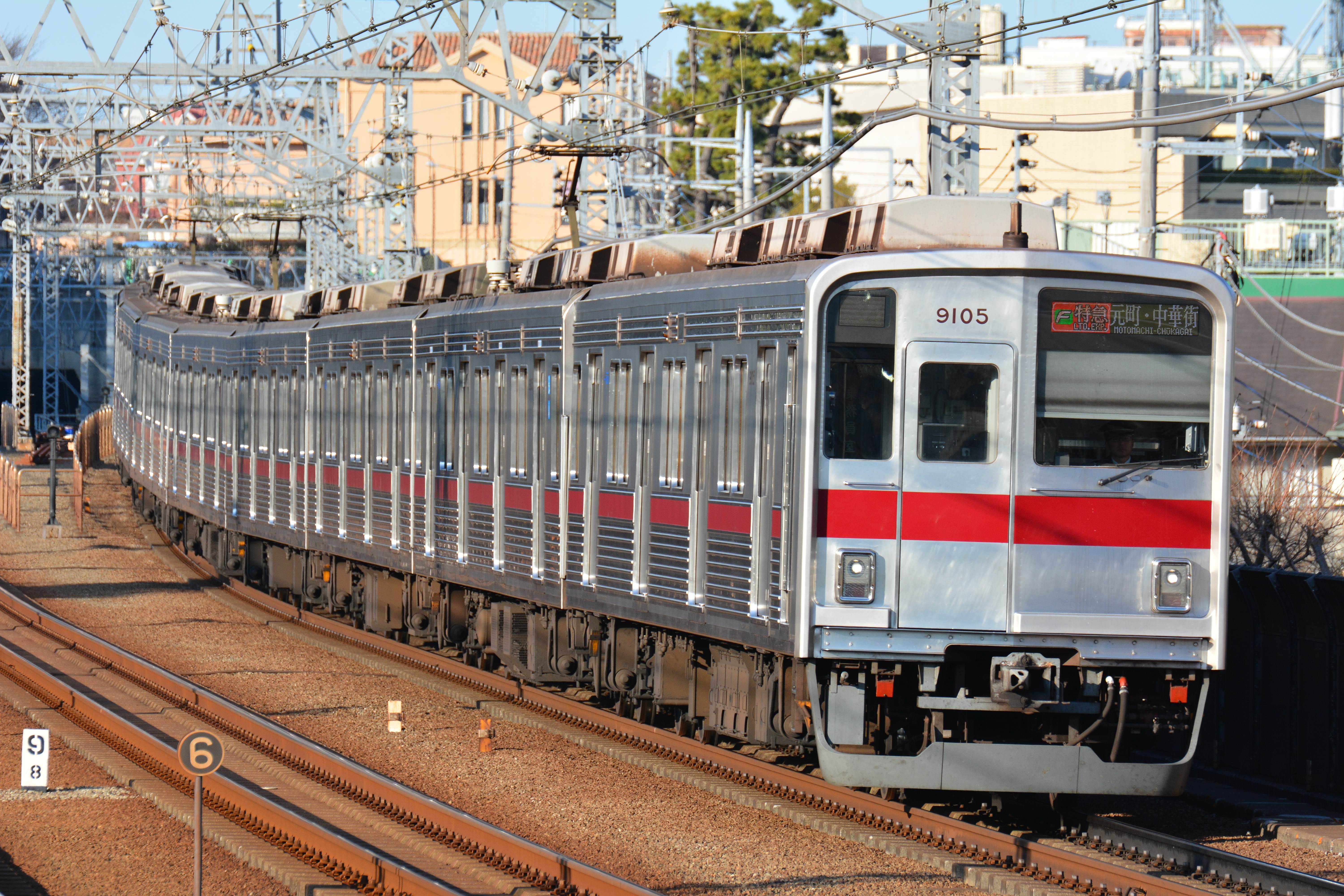
東武9000系
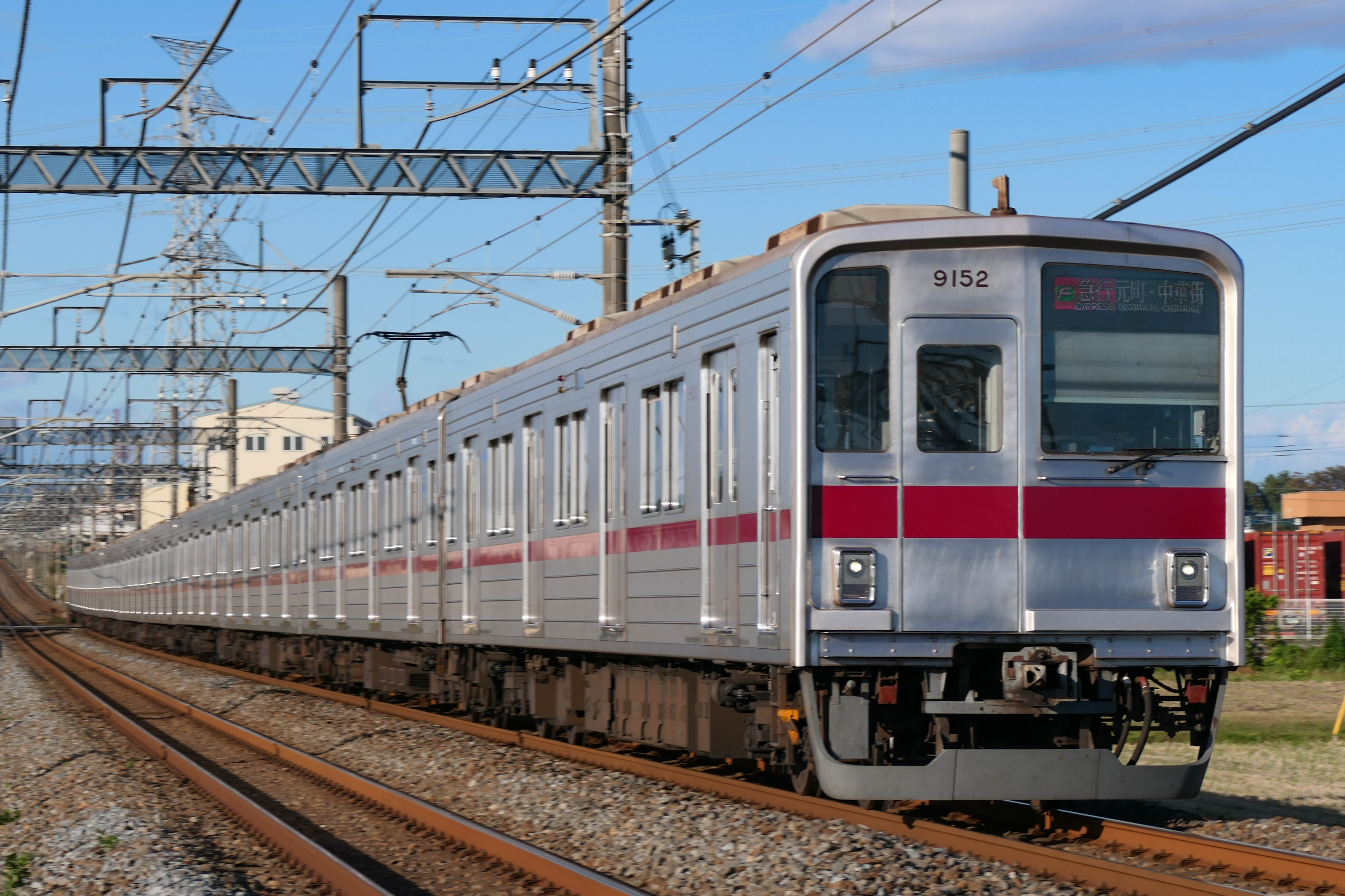
東武9050型
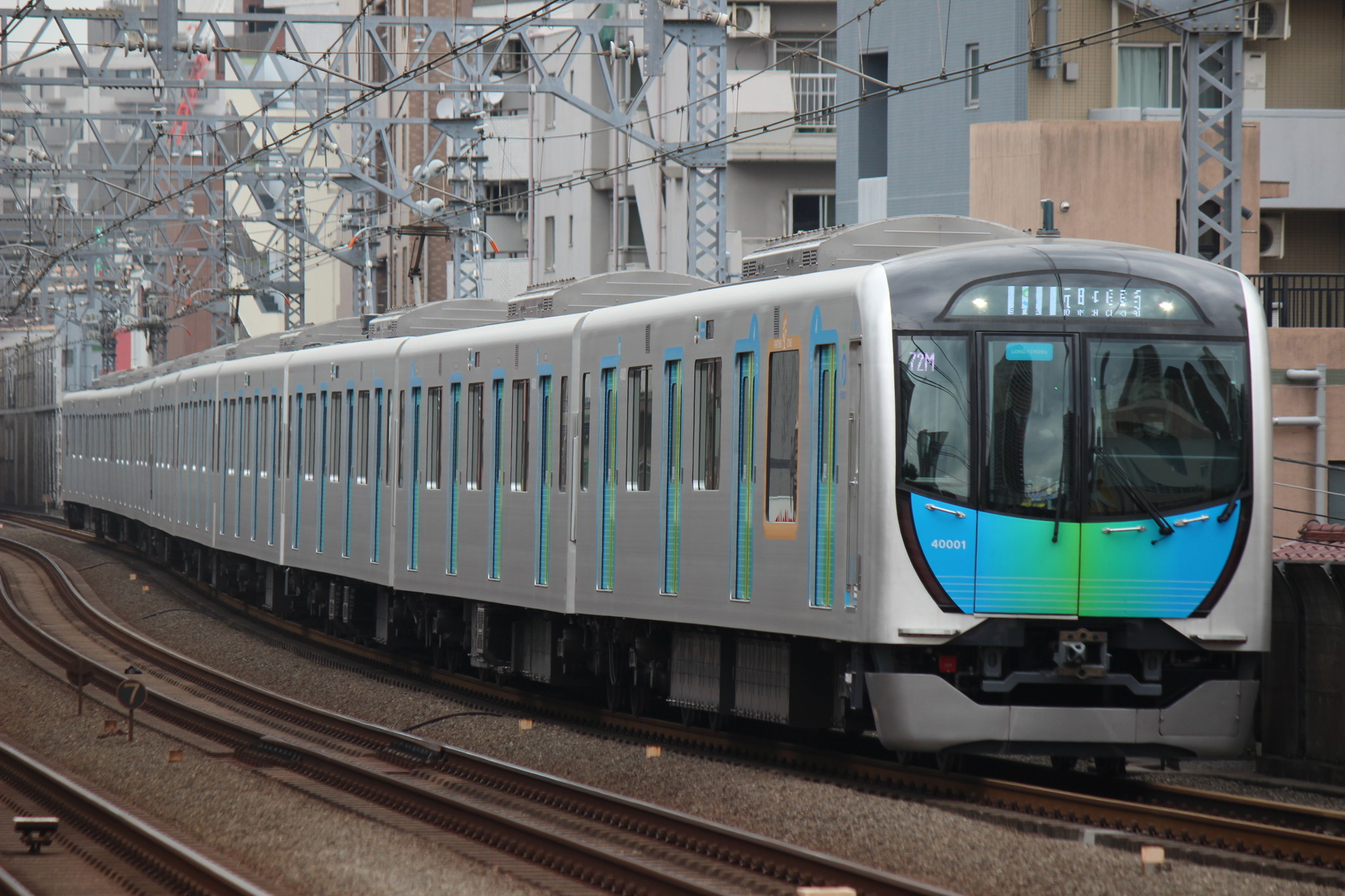
西武40000系0番台 （S-TRAIN）
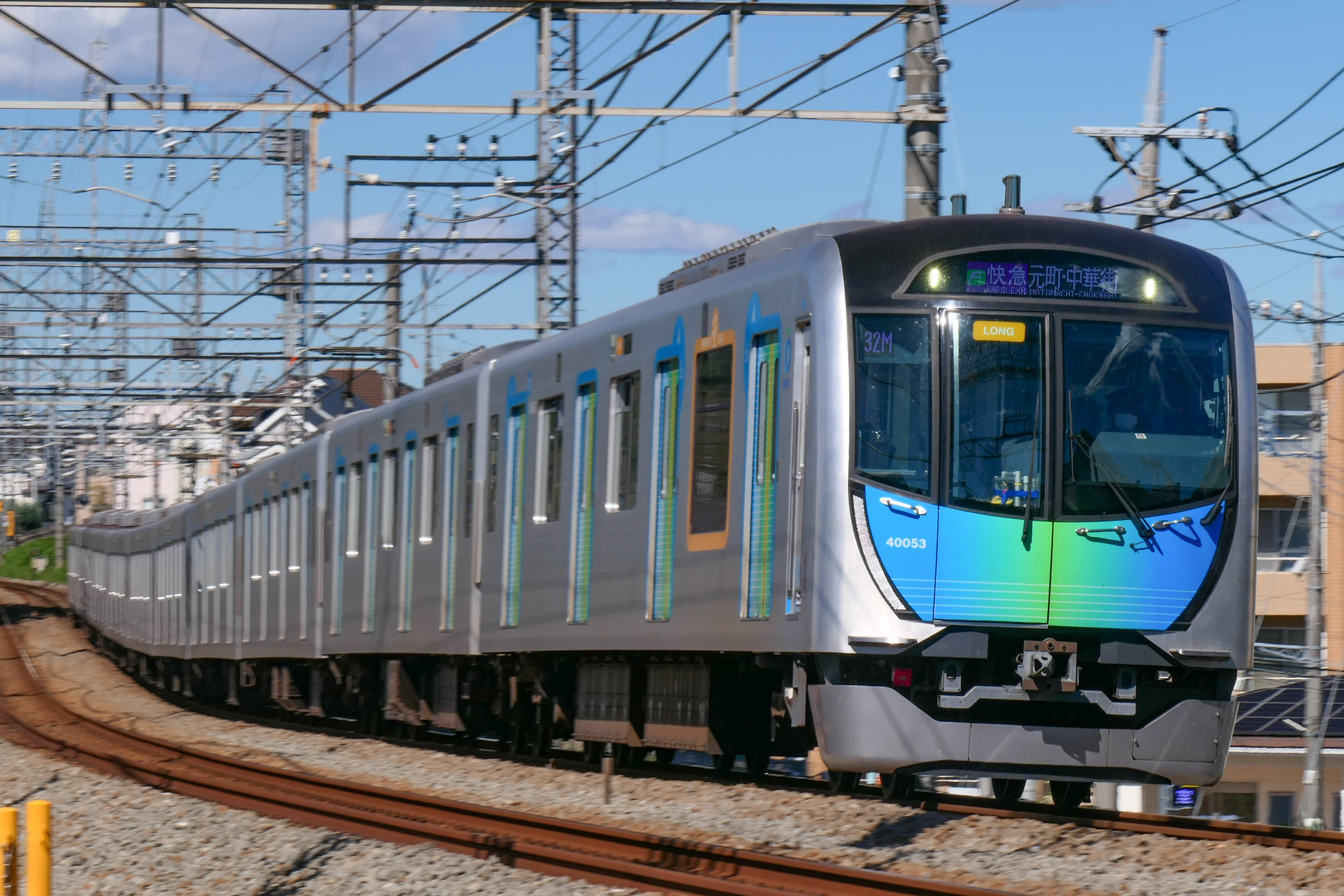
西武40000系50番台
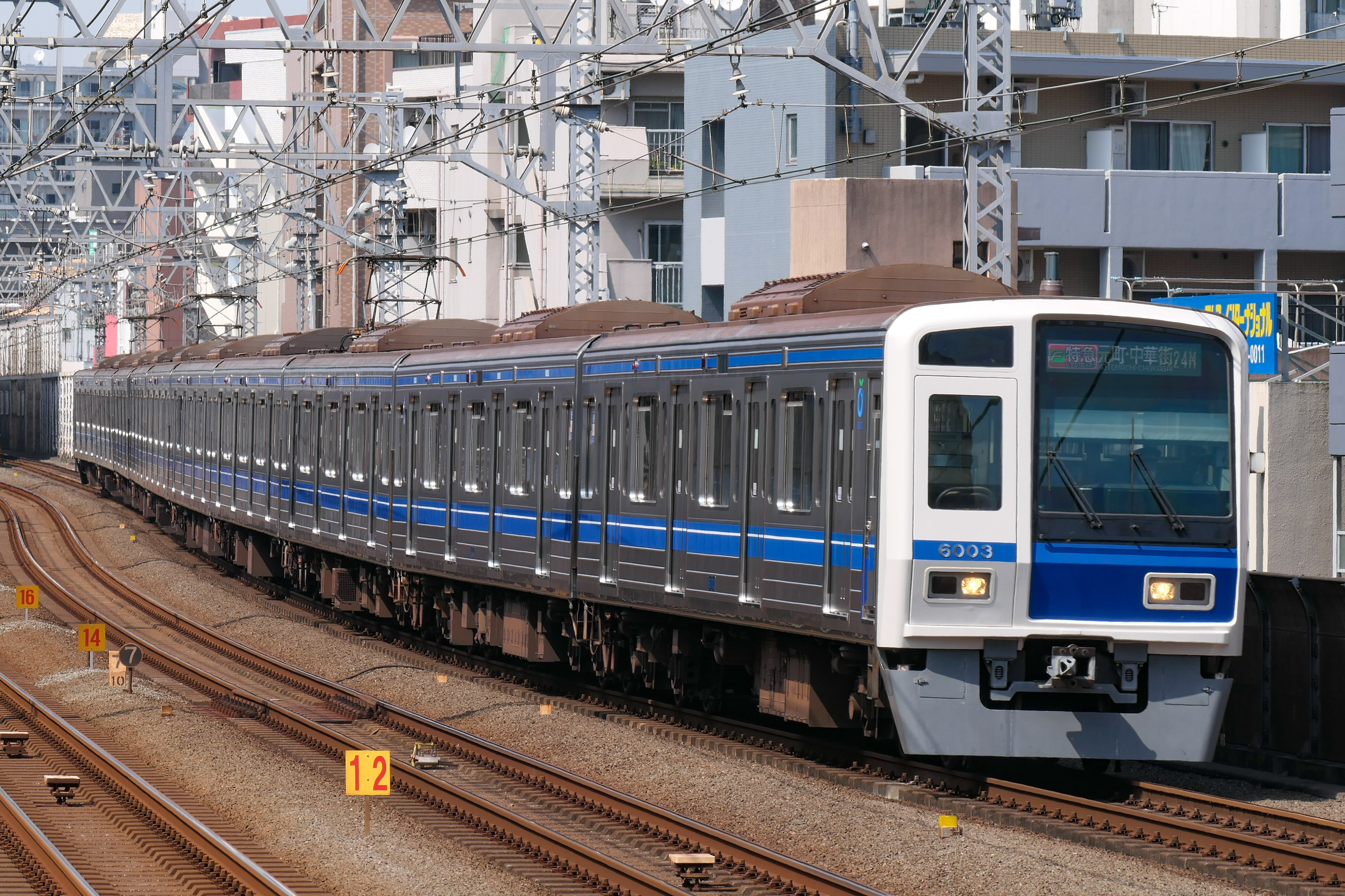
西武6000系

#### その他
- 相模鉄道（10両編成）
  - 20000系：但し通常時の営業列車での運転はなく、ダイヤ乱れが発生した際に入線する場合がある（入線実績あり）。

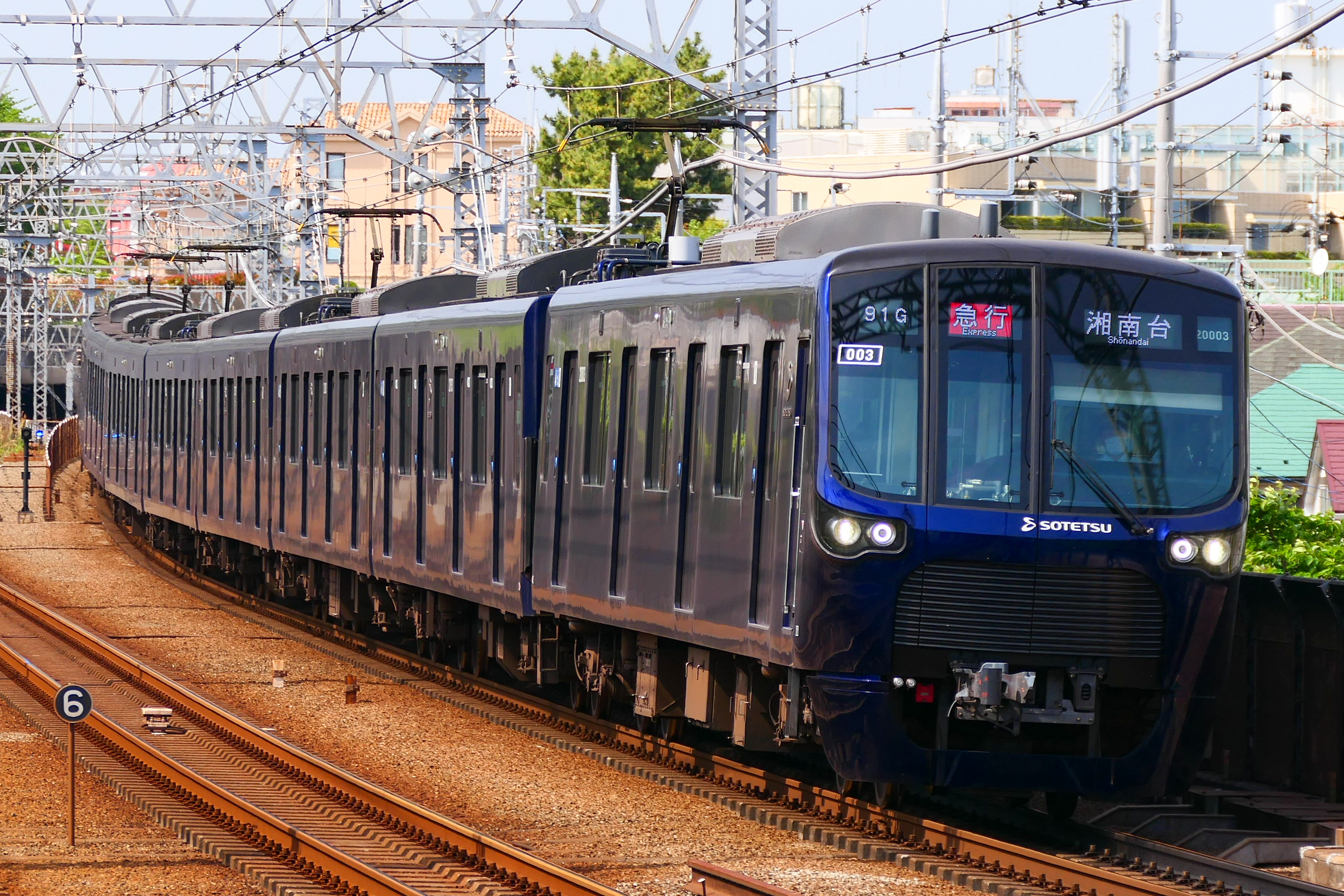
相鉄20000系

### 過去の乗り入れ車両
- 東京急行電鉄
  - 8000系：2008年1月13日に運用終了
  - 8590系
  - 9000系：2013年3月15日に運用終了。現在は大井町線に転属。
  - 1000系：臨時列車「みなとみらい号」として入線していた。1000系専用の停車位置目標が各駅にある。2013年3月15日に運用終了。
  - 5080系：臨時列車「みなとみらい号」として入線していた。
- 東京地下鉄
  - 7000系：2022年4月18日に運用終了
- 東京都交通局
  - 6300形：臨時列車「みなとみらい号」として入線していた。
- 埼玉高速鉄道
  - 2000系：臨時列車「みなとみらい号」として入線していた。

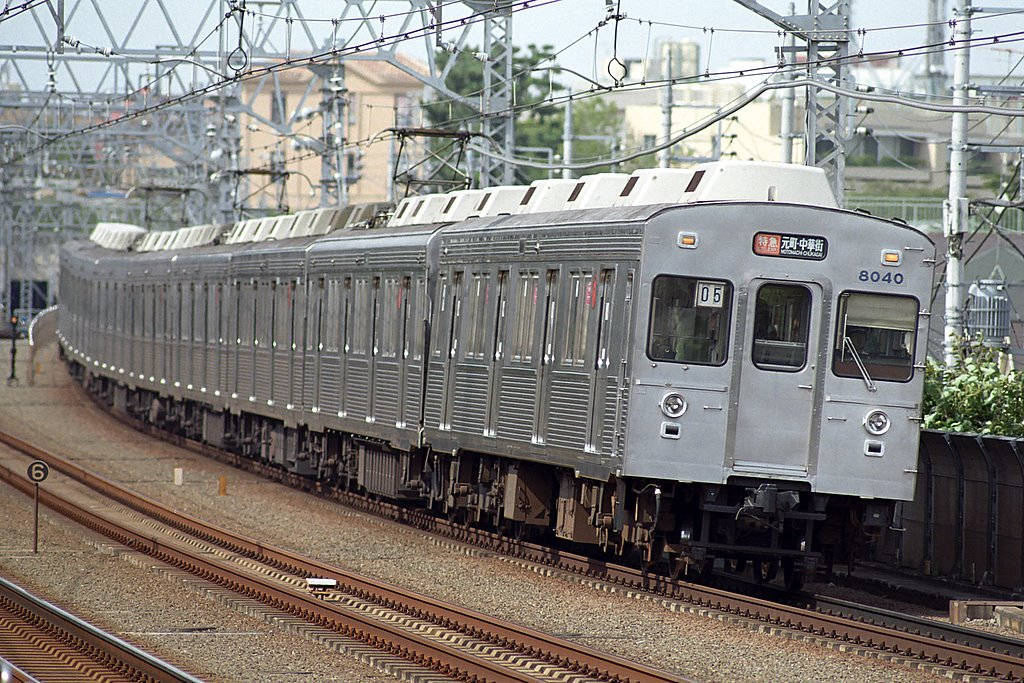
東急8000系
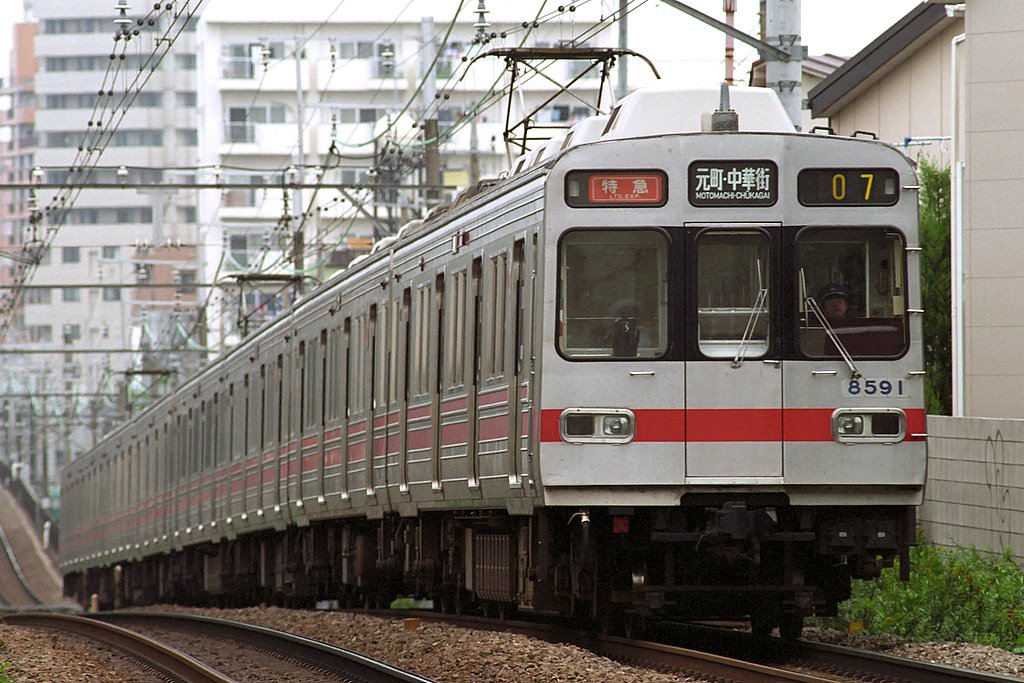
東急8590系
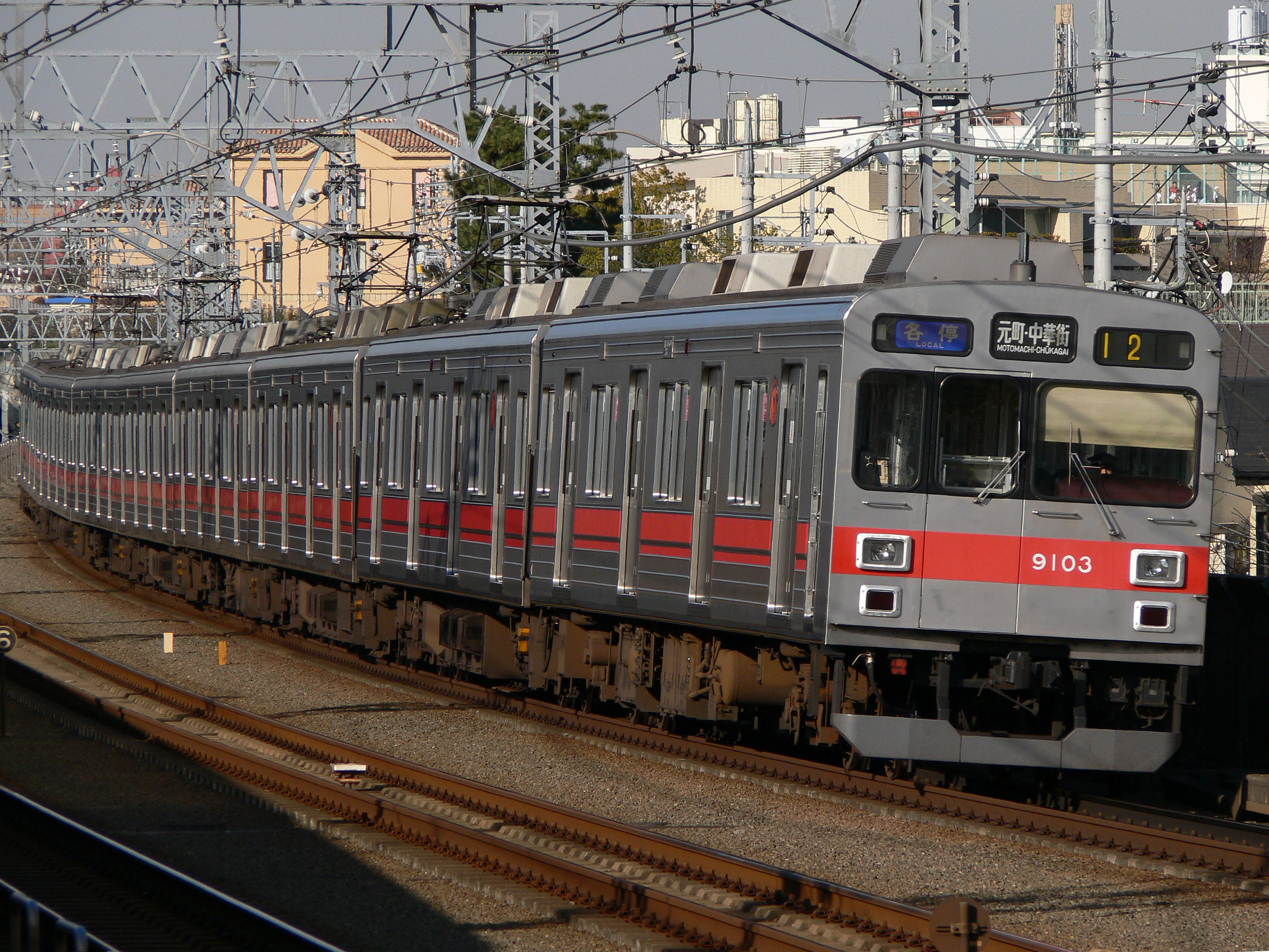
東急9000系
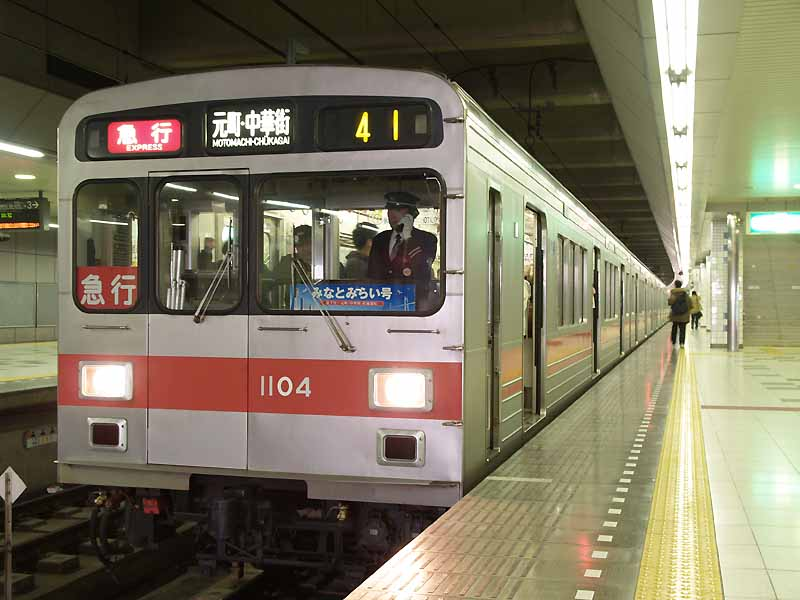
東急1000系
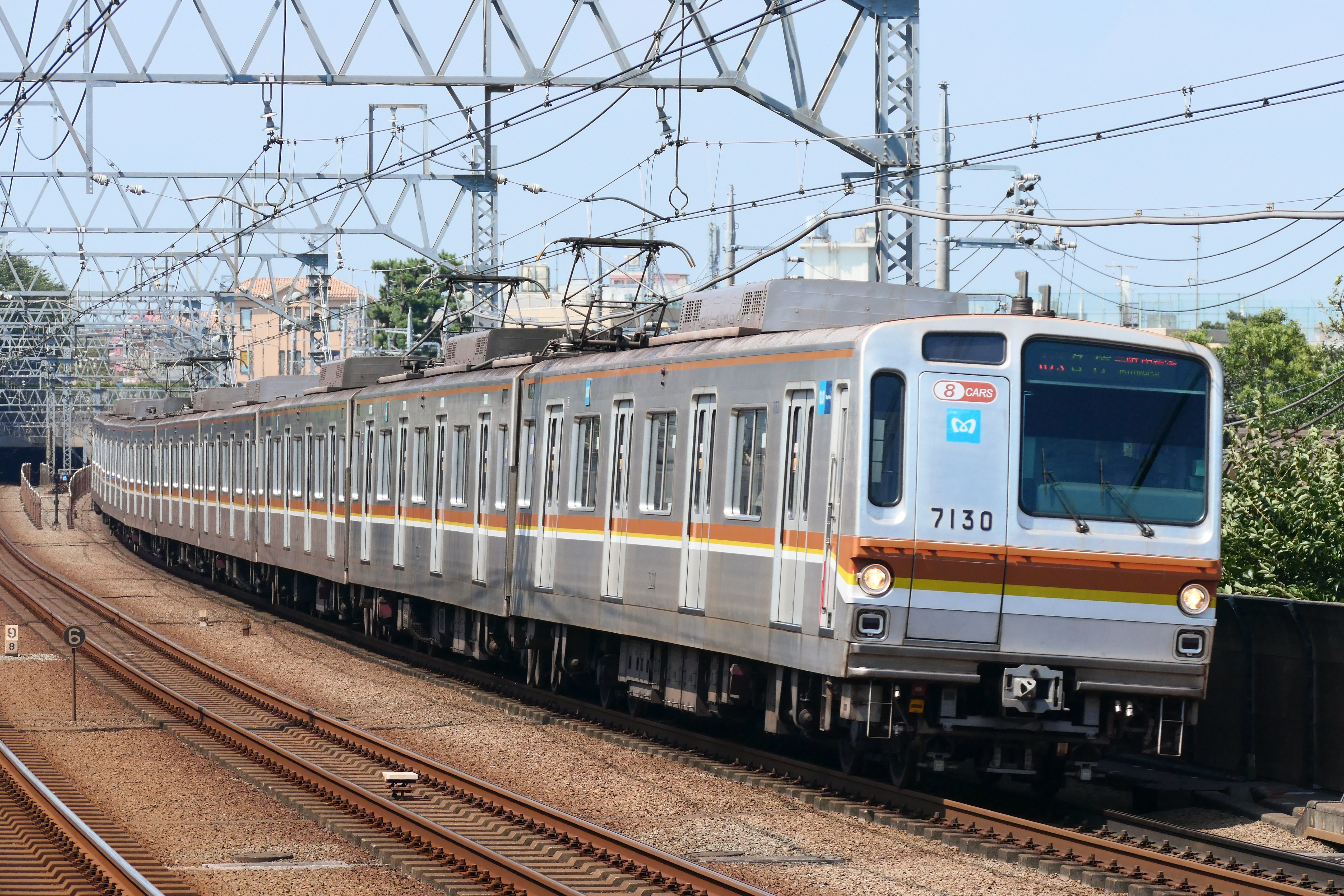
東京メトロ7000系

## キャラクター
神繍皇女（かんぬみこ）
2010年にみなとみらい線開通7周年記念として、プロジェクトカンヌ が制作した、みなとみらい線のイメージキャラクター。皇女・巫女という設定で、キャラクターデザインはさくやついたち、イラストレーターはさくやついたち・ヤス・七尾奈留。キャラクターはみなとみらい線の各駅に1人ずつイメージされており、合わせて5人となっている。2010年12月27日からキャラクターを使用したヘッドマークの掲出とオリジナルグッズの販売を開始し、12月30日にはiPhoneアプリ「皆富来神社」を使用したバーチャル神社が開設された。また、2011年2月11日より台紙付き硬券入場券セットの発売を開始し、翌12日までの2日間にはみなとみらい駅に各駅のキャラクターが集結するイベントも行われた。
2011年6月30日の投稿を最後に公式ブログ・公式Twitterは更新を停止しており、公式サイトも2015年にドメインの有効期限切れにより消滅している。またスマートフォンアプリの配信も終了しているため、現在は活動を行っていない。
えむえむさん
横浜港のカモメをモチーフにした海鳥。誕生日は2月1日。性格は何でも聞いてくれて、とても優しい。趣味は世界のひとびとに幸せをふりまくこと。みなとみらい線沿線さんぽ、食べ歩き。2019年10月5日開催の「みなとみらい線開通15周年記念イベント トレインフェスタ2019」でデビュー。

## その他
- 開通2周年記念イベントの一つとして2006年（平成18年）2月4日馬車道駅にてジェリービーンズコンサートを行った「N.U.」が、開通後最初の一日駅長に就任した。他にも、江戸川コナン、コマメちゃん、渡辺裕之、CHURU-CHUWが一日駅長に就任したことがある。
- ラッシュ時に座席を確保する目的で、横浜駅から渋谷駅方面へ行く東急東横線利用者の一部による、みなとみらい線の不正乗車（無賃折り返し乗車）が5年前から目立つようになったと、2017年5月に報じられている[76]。